# James Madison
James Madison (Virginia, 16 de marzo de 1751-Ibídem, 28 de junio de 1836) fue un político y teórico político estadounidense. Fue el cuarto presidente de los Estados Unidos desde 1809 hasta el año 1817. Está considerado como uno de los más influyentes «Padres fundadores de los Estados Unidos» por su contribución a la redacción de la Constitución de los Estados Unidos y a la Carta de Derechos de los Estados Unidos, hasta el punto de ser apodado «El Padre de la Constitución». 
Madison heredó su hacienda, Montpelier, en Virginia, y fue dueño de cientos de esclavos. Sirvió como miembro de la casa de delegados de Virginia y como miembro del Congreso Continental antes de la introducción de la constitución estadounidense. Después de la Convención de Filadelfia, fue una de las personas que dirigió el movimiento para aprobar la nueva constitución tanto a nivel nacional como en Virginia. Su colaboración con Alexander Hamilton y John Jay produjo los ensayos conocidos como The Federalist Papers (Los Papeles Federalistas), artículos considerados como la base principal sobre la que se ratificó la constitución de los Estados Unidos. Cambió de parecer en cuanto a su política personal, puesto que en un principio creía que lo mejor sería un gobierno central fuerte mientras que al final llegó a apoyar la idea de que los estados deberían tener más poder que el gobierno central. Al final de su vida llegó a aceptar una idea equilibrada en la cual los estados y el gobierno federal comparten el poder por igual.
En 1789, llegó a ser un líder en la Cámara de Representantes de los Estados Unidos en la cual escribió muchas leyes fundamentales. Es reconocido como el escritor de las primeras 10 enmiendas a la constitución de los Estados Unidos, las cuales se conocen como la Carta de Derechos. Trabajó de cerca con el nuevo presidente George Washington en la organización del nuevo gobierno federal. Rompiendo lazos con Hamilton y el Partido Federalista en 1791, él y Thomas Jefferson organizaron el Partido Demócrata-Republicano. En respuesta a las Leyes de Extranjería y Sedición Jefferson y él escribieron las Resoluciones de Virginia y Kentucky, argumentando que los estados tienen la potestad de anular leyes por inconstitucionales. 
Sirviendo como secretario de estado de Jefferson, supervisó la Compra de la Luisiana, la cual dobló el tamaño del país. Llegó a ser presidente después de Jefferson siendo reelegido en 1813. Su presidencia consiguió una prosperidad que duró varios años. Después de una serie de protestas diplomáticas y un Embargo comercial contra el Reino Unido, dirigió a los Estados Unidos a la guerra anglo-estadounidense de 1812. La guerra fue una decisión desastrosa, ya que el país no tenía ni un ejército fuerte, ni un sistema financiero potente. Además, el país no tenía un banco central, algo a lo que se opuso a lo largo de toda su vida.

## Primeros años y educación
James Madison Jr, nació en la hacienda de Belle Grove, cerca de Port Conway, Virginia el 16 de marzo de 1751, lugar donde había regresado su madre para dar a luz. Llegó a ser el primogénito de doce hijos. Sus padres, James Madison Sr. y Nelly Madison, tuvieron otros siete hijos y cuatro hijas. Tres de estos hijos murieron en la infancia, incluyendo a uno que nació muerto. En el verano de 1775, su hermana Elizabeth a los siete años y su hermano Reuben a los tres años, murieron durante una epidemia de disentería que afectó al condado debido a una contaminación del agua.
Su padre, James Madison Sr. (1723-1801), era un plantador de tabaco que había crecido en la hacienda familiar, conocida entonces por Pleasurable Mount en el Condado de Orange (Virginia). Llegó a heredar la propiedad ya de adulto. Después él adquirió más propiedades al igual que más esclavos. Al tener 5000 acres (20.23 km²) era el mayor propietario de tierras de todo el condado. La madre de James, Nelly Conway Madison, (1731-1829) nació en Port Conway, hija de un plantador y comerciante de tabaco. James y Nelly se casaron el 15 de septiembre de 1749. En esos años, las colonias del sur de Estados Unidos estaban en proceso de convertirse en sociedades de base esclavista, una sociedad en la que la economía llegaba a estar completamente dependiente de la esclavitud y los amos terratenientes formaban la prominencia política.

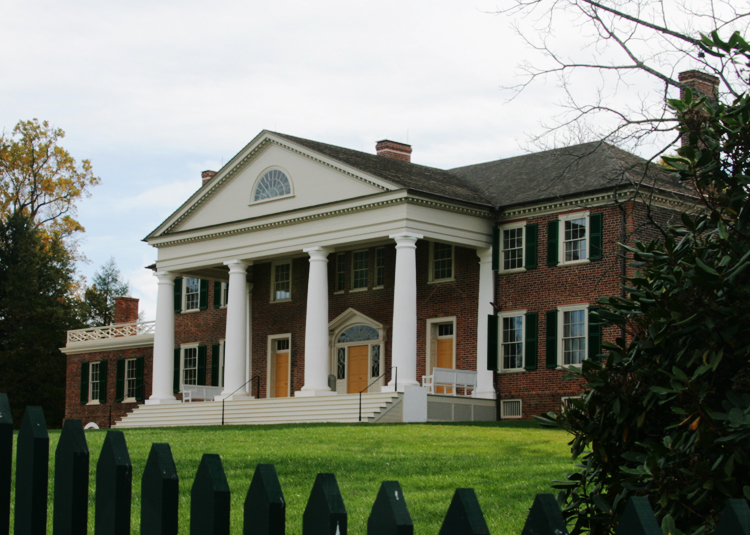
La Hacienda de Tabaco de Madison en Orange county.

De los 11 a 16 años, el pequeño «Jemmy» Madison fue enviado a estudiar con Donald Robertson, un profesor de la hacienda Innes del Condado de King and Queen, en la región de Tidewater. Robertson era un maestro escocés, que ejercía como tutor de los hijos de las familias prominentes de la zona. Con Robertson, Madison aprendió matemáticas, geografía, y lenguas clásicas y modernas. Él le atribuyó a Robertson el inculcarle su deseo por el aprendizaje.
A la edad de 16 regresó a Montpelier donde empezó un curso de dos años con el reverendo Thomas Martin para así prepararse para el colegio superior. En contraste con muchos jóvenes en busca de colegio, Madison no decidió asistir al colegio de William y Mary debido a que el clima de Williamsburg (Virginia) le hubiera afectado su salud débil. En vez de eso, en 1769 decidió asistir al colegio de Nueva Jersey, que ahora es conocido como la Universidad de Princeton, donde conoció y se hizo amigo de Philip Freneau, un famoso poeta. Madison le propuso matrimonio a la hermana de Freneau, Mary, pero esta lo rechazó.

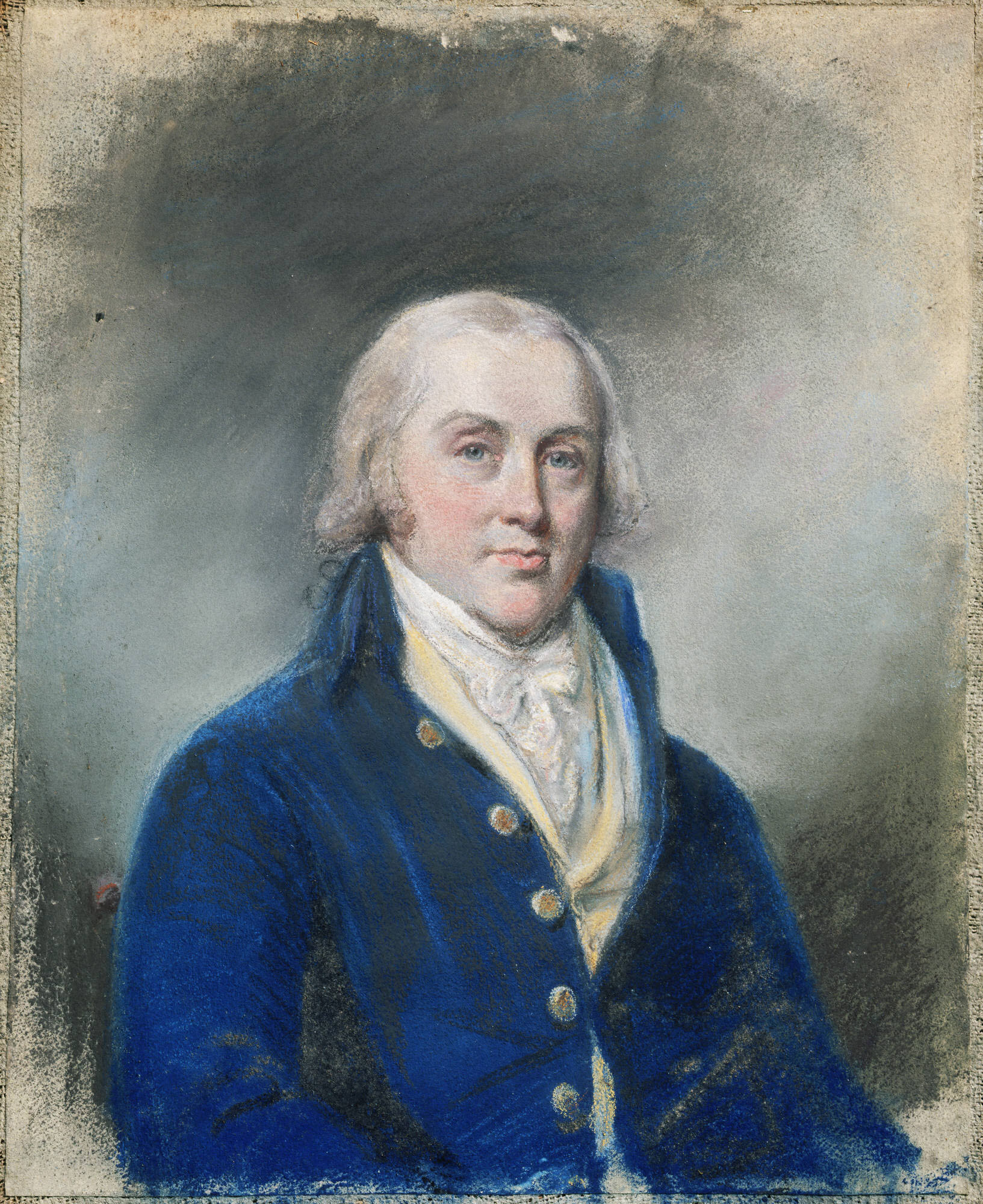
James Madison, por James Sharples Museo de Arte de la Universidad de Princeton.

Aunque su largas horas de trabajo y concentración intelectual afectaron a su salud, Madison se graduó en 1771. Sus estudios incluían el Latín, Griego antiguo, las ciencias naturales, la Geografía, las Matemáticas, la Retórica, y la Filosofía. Gran énfasis le dio a la retórica y el debate. Madison ayudó a fundar la sociedad Whig Americana para competir directamente con la sociedad Cliosófica de su compañero de clases Aaron Burr. Después de haberse graduado, Madison se mantuvo en Princeton para aprender hebreo y filosofía política bajo el presidente de la universidad, John Witherspoon, antes de regresar a Montpelier en la primavera de 1772. Llegó a hablar el hebreo de manera fluida. Madison estudió derecho por interés personal en las pólizas públicas, no por tener la intención de practicar la abogacía.
Al medir solo 1.63 cm de altura es el presidente de los EE. UU. más bajito que ha servido en el cargo.

### Religión
Aunque fue educado por un ministro Presbiteriano, Madison era un lector ávido de tratados deístas. En su vida adulta, Madison no le puso atención a la religión. El biógrafo Hutson nota que después de su vida de colegio, los historiadores no hallan clave en cuanto a las creencias religiosas de Madison. Ciertos historiadores dicen encontrar razones por las que se cree que Madison haya tenido influencias deístas en su manera de pensar. Otros dicen que Madison tenía un punto de vista cristiano y se dirigía por medio de este. hizo la propuesta celosa de que las estrellas en ascenso de su generación renunciaran a sus perspectivas seculares y «públicamente... declararan su insatisfacción convirtiéndose en fervientes defensores de la causa de Cristo». Dos meses después, Madison renunció a sus perspectivas espirituales y comenzó a estudiar leyes. Al año siguiente ingresó a la arena política, sirviendo como miembro del Comité de Seguridad del Condado de Orange. El servicio público parece haber desplazado de su conciencia las anteriores huellas de fe. Durante el resto de su vida no se menciona en sus escritos a Jesucristo ni a ninguno de los temas que podrían preocupar a un cristiano practicante. Al final de la jubilación hay algunas referencias enigmáticas a la religión, pero nada más.

## Servicio Militar y Carrera Política Temprana
Después de graduarse en Princeton, Madison llegó a interesarse en la relación que mantenía Gran Bretaña con sus colonias americanas, relaciones que seguían deteriorándose por causa de desacuerdos sobre los impuestos británicos. En 1774, Madison se aseguró un asiento en el comité local de seguridad, un grupo en pro de la independencia que supervisaba la milicia. Este primer paso a la vida política fue facilitado por la situación privilegiada que mantenía su familia. En octubre de 1775, fue comisionado como coronel de la milicia del condado Orange, aunque no sirvió en combate por razones de salud.

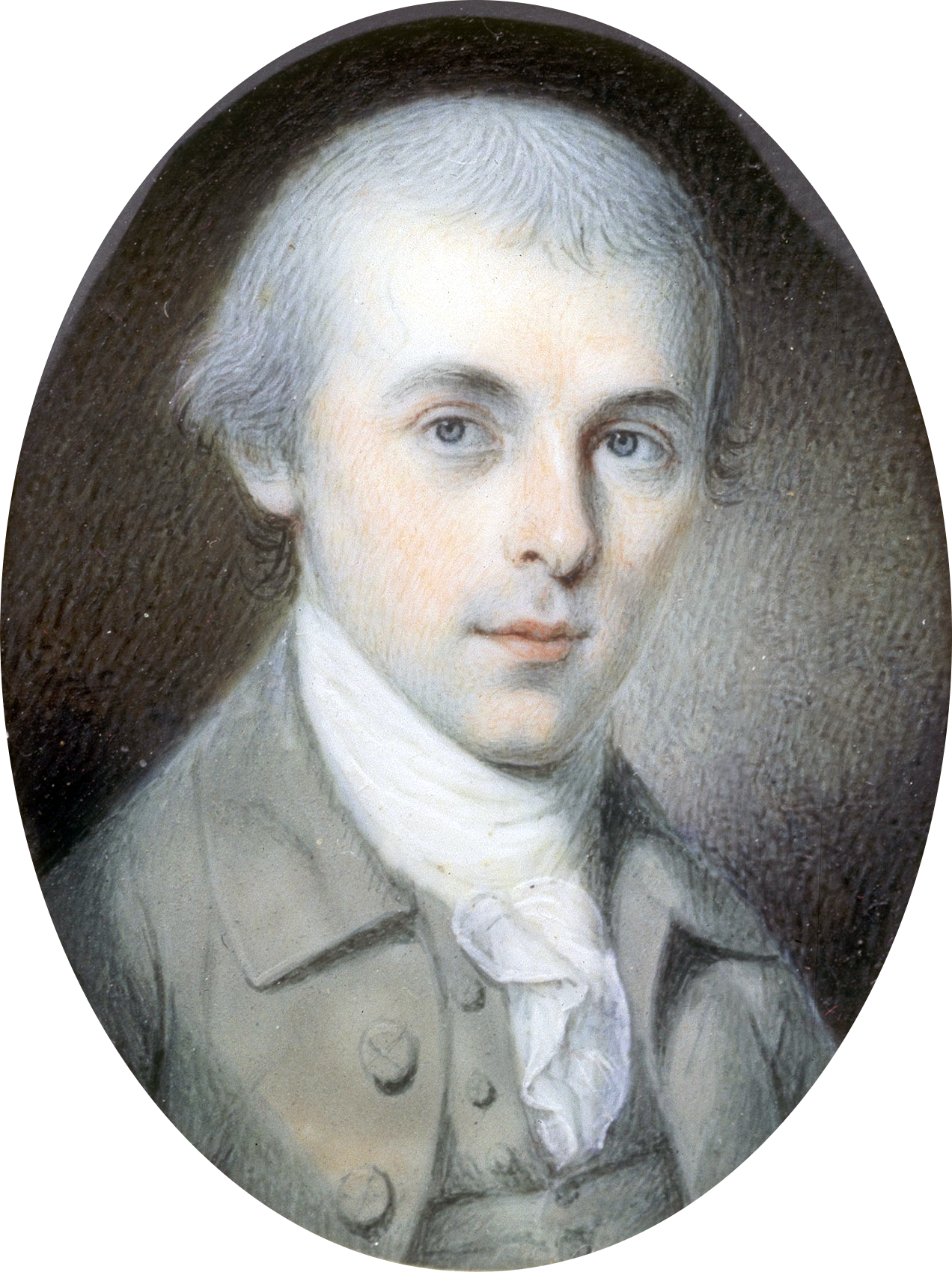
El congresista Madison, a la edad de 32, por Charles Willson Peale.

Durante la Guerra de Independencia de los Estados Unidos, Madison sirvió en la legislatura del estado de Virginia (1776-1779) y llegó a ser protegido de Thomas Jefferson. Anteriormente había visto la persecución de predicadores bautistas en Virginia, quienes habían sido arrestados por predicar sin licencia por la establecida iglesia Anglicana. De allí que colaborara con el predicador bautista Elijah Craig para promover del gobierno la garantía del derecho a la libertad religiosa en Virginia. Estas ideas sobre la libertad religiosa afectaron el modo de pensar de James, influyendo en lo que llegó a incluir en la Carta de Derechos de los Estados Unidos. 
Madison obtuvo prominencia en la política de Virginia al trabajar con Thomas Jefferson en la escritura del Virginia Statute for Religious Freedom (El Estatuto de Virginia para la Libertad Religiosa) el cual fue aprobado en 1786. El estatuto disminuyó el poder de la Iglesia de Inglaterra y removió el poder del estado en asuntos religiosos. Excluyó el plan de Patrick Henry de incentivar a los ciudadanos a dar dinero de los impuestos a una iglesia de su elección. En 1777, el primo de Madison, el reverendo James Madison, (1749-1812) llegó a ser el presidente del colegio de William y Mary. Bajo la influencia de Madison y Jefferson, el reverendo Madison dirigió el distanciamiento de Gran Bretaña y de la Iglesia de Inglaterra. 
Como el delegado más joven al congreso continental, (1780-1783) a Madison se le consideró como un trabajador duro y alguien que fácilmente podía formar alianzas. Persuadió al estado de Virginia a renunciar a los territorios de su noroeste, territorio que hoy en día le pertenece a Ohio, en el congreso continental. Esto completó el nuevo Territorio del Noroeste en 1783, territorio supervisado por el gobierno federal del cual se formaron nuevos estados. El territorio que reclamaba el estado de Virginia estaba en conflicto con la tierra reclamada por los estados de Connecticut, Pensilvania, y Maryland. Estos últimos estados también cedieron territorio occidental al gobierno federal después de llegar al acuerdo de que estas tierras llegarían a ser nuevos estados. La Ordenanza Noroeste prohibió la esclavitud en el territorio al norte del río Ohio, pero no ilegalizó la esclavitud que allí existía debido a las familias que ya vivían en estos territorios. 
Madison fue elegido una vez más a la Cámara de Delegados de Virginia para servir en el término de 1784-1786 durante los años tempranos del reciente país. Durante este término, Madison llegó a estar crecientemente frustrado con lo que llamó «democracia excesiva». Criticó a los delegados por estar más preocupados en los intereses locales de sus constituyentes, aun si estos intereses fueran dañinos para el estado entero. En particular le preocupó una ley que negaba immunidad diplomática a los embajadores nacionales y otra ley que legalizaba dinero en papel. Él creía que los delegados deberían estar desinteresados en asuntos locales y actuar solo en el interés del estado, aun si esto contradecia directamente lo que querían los constituyentes. Madison creía que esta «democracia excesiva» era la causa de una decadencia social no vista sino antes del comienzo de la revolución y la cual estaba llegando al punto de inflexion (como ejemplificaba la rebelión de Shays).

## Padre de la Constitución

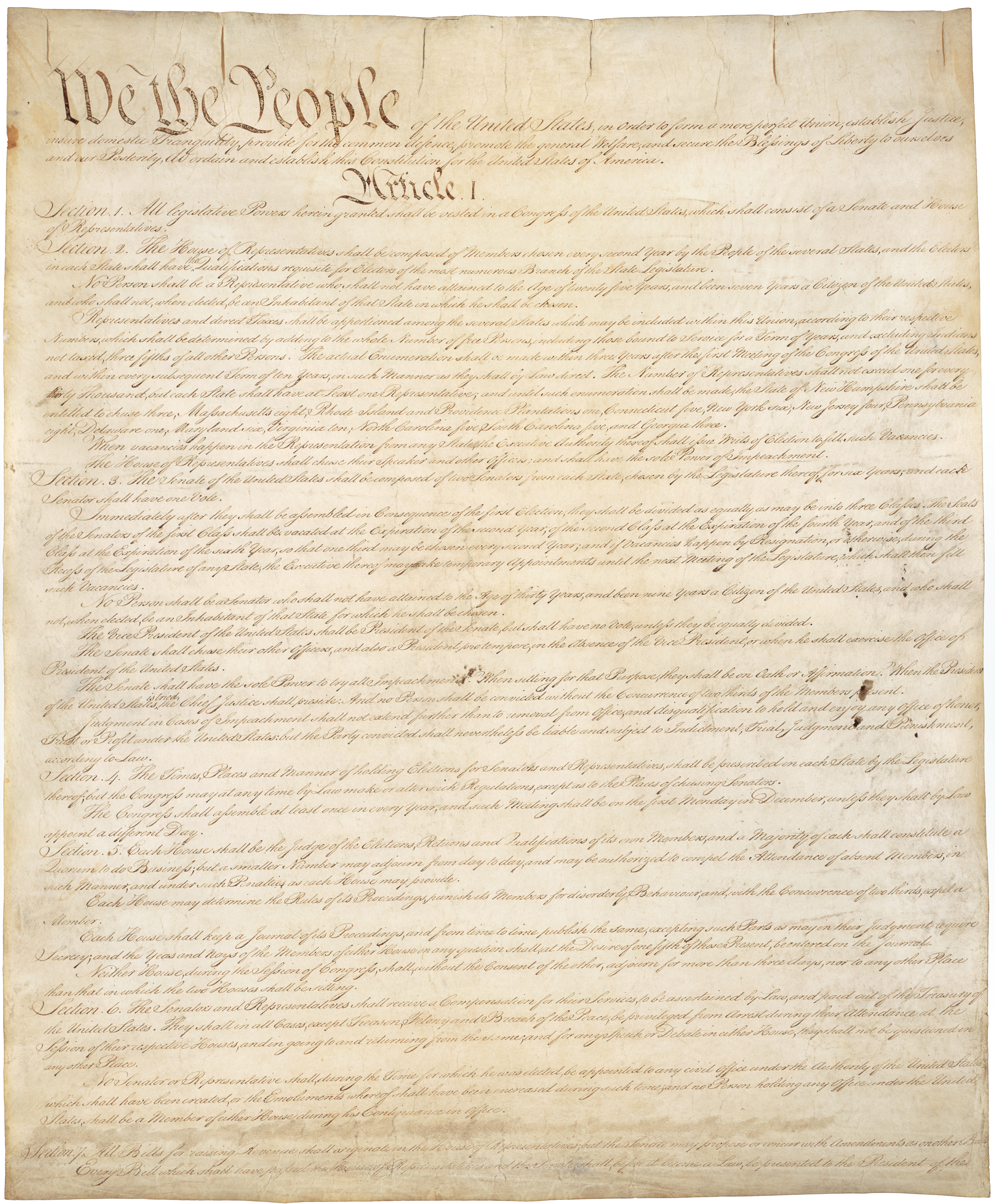
Primera página de la copia original
de la Constitución de los Estados Unidos

Los Artículos de Confederación establecieron a los Estados Unidos como una asociación de estados soberanos con un gobierno central débil. Este trato fue desdeñado y sirvió de poco después de la Guerra de Independencia. El Congreso no tenía el derecho de imponer impuestos y así, no podía pagar los gastos que había incurrido durante la guerra, algo que le preocupaba a Madison y a otros nacionalistas como George Washington y Alexander Hamilton, quienes temían la posibilidad de quedar desunidos y en bancarrota. El historiador Gordon S. Wood ha notado que muchos líderes, incluidos Madison y Washington, tenían más temor a la posibilidad de que la revolución no había arreglado los problemas sociales que la habían creado en primer lugar, y que los excesos que se habían culpado al rey de Gran Bretaña se estaban duplicando en las legislaturas estatales. La rebelión de Shays se describe como el suceso que forzó un diálogo en cuanto al tema. Wood argumenta que muchos notaron este evento como el efecto extremo de la democracia en demasía.
Como escribe Madison, «una crisis ha llegado en la cual se decide si el experimento americano será una bendición al mundo, o si estallarán las esperanzas que había inspirado la república». En parte por la iniciativa de Madison, se llamó a una asamblea nacional en 1787. Madison llegó a ser clave para la presencia de George Washington. Se esforzó por convencerlo en asistir ya que sabía que tan importante sería él para la adopción de una nueva constitución. Años antes, Madison había leído libro tras libro que le había mandado Jefferson de Francia en cuanto a varios tipos de gobierno. El historiador Douglas Adair llamó a este trabajo de Madison «probablemente la investigación académica más fructífera que ha sido realizada por un americano». Muchos argumentan que esta investigación lo preparó para la convención. Cuando se acercaba a un cuórum para comenzar la asamblea, Madison, quien tenía en ese entonces 36 años de edad, escribió lo que llegó a ser conocido como el plan de Virginia, y el resto de la convención se esforzó para enmendar el plan de Virginia y completarlo. Aunque el plan de Virginia era más un esquema de una constitución que una propuesta seria, fue refinada extensivamente, especialmente por John Rutledge y James Wilson en el comité de detalles. Su uso en la convención llevó a muchos a llamar a Madison, el Padre de la Constitución.
Durante la convención, Madison dio discursos más de 200 veces. Sus co-delegados lo veían favorablemente. William Percy escribió: «Cada persona reconoce su grandeza. En el manejo de cada pregunta grande, él tomó la iniciativa en la convención. [...] Siempre sobresale en ser la persona mejor informada en cada debate». Madison escribió las actas de la convención, escrituras que llegaron a ser la única fuente de información exhaustiva de lo que pasó durante la junta. El historiador Clinton Rossiter considera el desempeño de Madison como una «combinación de aprendizaje, experiencia, propósito e imaginación que ni siquiera Adams o Jefferson pudieron igualar».
Gordon Wood argumenta que las experiencias fustrantes de Madison en la legislatura de Virginia años antes formaron parte del desarrollo de las ideas para la constitución. Wood nota que la estructura gubernamental en el Plan de Virginia y la constitución final no fueron innovadores, ya que fueron copiados del gobierno británico, habían sido usados en los estados desde 1776, y numerosos autores de la época habían argumentado a favor de su uso al nivel nacional. Los elementos polémicos del plan de Virginia no fueron incluidos y lo demás era ya considerado necesario para poder administrar un gobierno (estatal o nacional) de manera exitosa ya desde décadas anteriores, de ahí que las contribuciones de Madison se consideran más cualitativas. Wood argumenta que igual que muchos políticos contemporáneos, Madison creía que el problema no eran los Artículos de Confederación, sino la naturaleza de una legislatura. Él creía que se necesitaba restringir a los estados, algo que requería más que alterar los Artículos de Confederación. Requería un cambio del punto de vista en cuanto a la unión nacional. La pregunta principal de la convención entonces no sería como diseñar un gobierno nuevo, sino que soberanía restaba sobre los estados, cuanta soberanía debería ser transferida al gobierno central, o si la constitución debería terminar en algún punto medio.
Aquellos que al igual que Madison creían que la democracia en las legislaturas estatales era demasiada e «insuficientemente desinteresada», querían que la soberanía fuese transferida al gobierno federal, mientras que otros como Patrick Henry, quienes no creían que esto fuera un problema, solamente pensaban en arreglar los artículos de confederación. Madison era uno de los pocos que intentaba privar a los estados de su soberanía completamente por la razón de que esto, a su manera de pensar, era la única solución al problema. Aunque había muchos delegados que estaban de acuerdo con él, estos a la vez no estaban de acuerdo con Madison en esto, ya que sería un cambio extremo en la práctica de aquel entonces. Aunque Madison perdió muchos de los argumentos que tuvo en cuanto a arreglar el plan de Virginia, poco a poco fue alejando el debate de aquellos que argumentaban por la soberanía total de los estados. Ya que la cuestión de la convención era a quien le pertenecía la soberanía, Madison fue muy importante para los resultados finales. Wood nota que las contribuciones de Madison llegaron a ser, no un diseño a un tipo de gobierno nuevo sino más bien a responder la cuestión de soberanía por medio de una solución media en la que los estados y el gobierno comparten el poder.

## The Federalist Papersy los Debates de Ratificación
Después de la convención de Filadelfia llegó a haber un debate intenso en cuanto a la ratificación de la constitución. Se le pidió a cada estado llevar la constitución a sus legislaturas propias para deliberar y votar en pro o en contra de la ratificación. Madison llegó a ser un líder en la promoción de la ratificación. Para este propósito, Madison, Alexander Hamilton, y John Jay se juntaron para escribir lo que llegó a conocerse como «The Federalist Papers» (Los Ensayos Federales), una serie de 85 artículos de periódico para explicar como se implementaría la constitución, principalmente por medio de contrarrestar las críticas elevadas en contra de la constitución por los anti-federales. Estos también llegaron a juntarse para imprimir como libro, llegando a ser así igual que un libro de manual para los partidarios de la constitución que asistirían a las convenciones de ratificación en sus estados propios. El historiador Clinton Rossiter llamó a The Federalist Papers como el trabajo más importante que se ha escrito por cualquier persona en la historia pasada o futura de la ciencia política de los Estados Unidos. No eran argumentos imparciales o académicos, sino argumentos políticos, escritos con el propósito de ayudar a los federalistas de Nueva York, los cuales se encontraban en contra del único movimiento coordinado del país. Una razón por la que Madison estaba involucrado en la escritura de los ensayos fue porque era miembro del anticuado congreso confederal, el cual se juntaría por última vez en Nueva York.
Si Virginia, el estado más poblado de la época, no ratificaba la nueva constitución, esta no sería aprobada. Cuando comenzó la convención para la ratificación de Virginia el 2 de junio de 1788, la constitución todavía no había sido aprobada por los nueve estados requeridos. Nueva York, el segundo estado más poblado y el estado más anti-federal, Madison manifestó a sus más allegados partidarios que los habitantes de otros estados o colonias no ratificaría la constitución si Virginia no lo hacía. 
Además, se consideraba que si Virginia no ratificaba la Constitución, entonces no formaría parte de la nueva unión, algo que descalificaría a George Washington como candidato a presidente de los Estados Unidos, pero además esa decisión podría arrastrar a otros estados a no unirse, lo cual desembocaría en un fracaso total para formar al nuevo país, y dejaría latente el riesgo de que la Corona Inglesa buscase intervenir para retomar el control de todas las colonias. Con relación a lo anterior los delegados de Virginia estaban convencidos de que la elección de Washington era una condición implícita al aceptar ratificar la Constitución y el nuevo gobierno, de allí para que insistieran en que se aceptase a Washington. 
Dentro de todo este proceso gran cantidad de delegados y habitantes reconocían que la persona más popular, aparte de George Washington, era el poderoso orador Patrick Henry, uno de los delegados de anti-federalistas de Virginia, quien tenía una inmensa influencia entre los colonos de ella. (Washington no era un delegado). 
La mayoría de los delegados de Virginia creían que el pueblo de su estado no estaba de acuerdo con el gobierno que se proponía establecer. Al principio, Madison no intentaba ser elegido a la convención de Virginia, pero finalmente tuvo que formar parte de ella, ya que la situación parecía indicar que la ratificación no tendría lugar. Al formar parte de la convención, Madison logró convencer a los reticentes para que los delegados de Virginia firmaran la aceptación de la Constitución.
Ya que los estados desconfiaban de los gobiernos centrales, ratificar la constitución fue un proceso difícil. Patrick Henry pensaba que la constitución le negaría derechos a los estados y a los ciudadanos. En la convención de ratificación de Virginia, Madison, quien era un pésimo orador, tuvo que argumentar públicamente en contra de Henry, quien era el orador más importante del país. Aunque Henry hablaba con tonos más dramáticos y poderosos, Madison exitosamente pudo emparejar su actuación. Los argumentos de Henry eran muy emotivos pero dejaban entre los delegados y en el auditorio dudas sobre la presencia de condiciones indeseables futuras, mientras que los argumentos de Madison respondían a sus preguntas con respuestas razonables. 
Tanta era la diferencia que Madison llegó al punto de llamar los argumentos de Henry absurdos. Madison afirmó que el nuevo gobierno sería un gobierno con pocos deberes y bien definidos. Madison persuadió a figuras prominentes como Edmund Randolph, quien había rehusado aceptar la constitución en la convención de Filadelfia, pero la llegó a aceptar en la convención de Virginia. 
El cambio de pensar de Randolph muy probablemente convenció a otros delegados en apoyar la constitución. Cuando llegaba el tiempo de votar a favor de la constitución, parecía ser que esta sería derrotada, razón por la que Madison junto a un pequeño grupo de anti-federalistas les rogó votar a favor de la constitución, prometiéndoles que al ser esta aceptada, él se aseguraría de que se escribiera una «Declaración de Derechos» y se añadiera a la constitución.
Una resolución fue propuesta, escribir una declaración de derechos para la consideración de los otros estados antes de ratificar la constitución. Esta encontró apoyo en George Mason y Patrick Henry pero no fue apoyada por Madison, Henry Lee III, John Marshall, Randolph o Bushrod Washington. La resolución falló 88-80. Lee, Madison, Marshall, Randolph, y Washington entonces votaron a favor de una resolución para ratificar la nueva constitución, la cual fue aprobada por la convención el 28 de junio de 1789 en un voto de 89-79. Mason y Henry votaron en la minoría.
En términos de la esclavitud y la constitución, Madison consideraba que la raza negra era una «raza desafortunada» y creía que esta era destinada a ser propiedad humana. El 12 de febrero de 1788, Madison en el ensayo Federalista n.º 54, afirmó que el Compromiso de los Tres Quintos era la mejor alternativa para la condición actual de los esclavos y para su representación como ciudadanos en el congreso. Madison creía que los esclavos estarían protegidos por sus amos y por el gobierno.
A Madison se le llamó «Padre de la Constitución» mientras estaba vivo. Modestamente él respondía al título como «un crédito al cual no tengo ningún derecho [...] La constitución no era, como la fabulada diosa de la sabiduría, la prole de un solo cerebro. Debe ser considerada trabajo de muchas mentes y manos». Él le escribió a Hamilton a la convención de ratificación de Nueva York, afirmando su opinión de que la «ratificación era in toto y para siempre».

## Miembro del Congreso
Madison había sido un delegado al congreso confederal, y quería ser elegido para senador del nuevo congreso en el nuevo gobierno. El vengativo Patrick Henry estaba decidido a negarle este escaño, razón por la que trajo asunto tras asunto a deliberación en el congreso confederal con el objetivo de no darle oportunidad a Madison de hacer campaña. También usó su posición para prevenir que la legislatura de Virginia tampoco lo aprobara como senador de Virginia. Cuando Madison decidió entonces optar a ser elegido a la Cámara de representantes, Patrick redibujó su distrito para que solo hubiera gente en contra de Madison en él, y así perdería cualquier campaña que hubiera conducido. Madison entonces decidió que sería elegido para representar otro distrito. Patrick entonces pasó una ley nueva en la que requería que todo representante debería vivir en el distrito que representaba. Después de un tiempo, esta ley se consideró inconstitucional pero, en ese tiempo, dificultó la carrera de Madison. Madison llegó a correr en contra de James Monroe, otro futuro presidente. Los dos hicieron campaña juntos. Tiempo después, cuando Madison ya era presidente, muchos de sus constituyentes le informaron que, si no hubiera habido mal clima el día de la elección, es muy probable que él hubiera perdido la campaña. Madison derrotó a Monroe y después llegó a ser un líder importante en el congreso.

### Padre de la Carta de Derechos
Aunque la idea de una Carta de Derechos ya había sido propuesta durante la convención de Filadelfia, los delegados estaban ansiosos de regresar a casa, y pensaron que el asunto era innecesario. La falta de una declaración de derechos entonces llegó a ser el argumento de más peso que tenían los anti-federalistas. Aunque ninguna de las colonias puso como condición a la ratificación de la constitución una declaración de derechos, había estados que estuvieron cerca de hacerlo, algo que hubiera prevenido la ratificación. Algunos anti-federalistas siguieron argumentando sobre la ausencia de la declaración de derechos y hasta amenazaron con empezar de nuevo en una nueva convención constitucional. Esta nueva convención muy probablemente hubiera estado más dividida que la primera. Madison estaba en contra de una declaración de derechos por múltiples razones. Una de estas era que la declaración de derechos pretendía proteger a los ciudadanos del mal uso de poderes que el gobierno central no tenía en primer lugar, de ahí que pensara que esta no era necesaria. Pensaba también que era peligroso tener una declaración de derechos ya que la enumeración de ciertos derechos del ciudadano podría interpretarse como que algún derecho que no estuviera escrito sería un derecho que los ciudadanos no tenían. También había la posibilidad de que, igual que a nivel estatal en algunos casos, aun estando escrito bajo la ley de los derechos de los ciudadanos, algunos gobiernos estatales ignoraban las leyes. 
Aunque muchos en el nuevo congreso no querían debatir sobre una posible carta de derechos, (por el siguiente siglo se consideró la declaración de derechos como la carta de derechos y no las primeras 10 enmiendas a la constitución), Madison presionó al congreso para hacerlo. El congreso estaba más preocupado con arreglar el nuevo gobierno y querían esperar a ver los defectos que salieran antes de enmendar la constitución y los anti-federalistas que hubieran apoyado las enmiendas se disolvieron prontamente después de que se aprobara constitución. Y aunque los anti-federalistas no estuvieran tratando de empezar de nuevo con una nueva convención, Madison temía que los estados urgieran a sus congresistas a hacerlo, algo que los estados tenían el derecho de hacer. Madison creía que la nueva constitución no tenía el poder de proteger el gobierno nacional de la democracia en exceso y de la mentalidad localista (el problema que seguía notando en los gobiernos estatales) y él pensaba que una declaración de derechos podría mitigar estos problemas. El 8 de junio de 1789 Madison introdujo el proyecto de ley que crearía enmiendas consistentes de nuevos artículos en los que se definían 20 enmiendas, dependiendo en como lo cuenta uno. Madison propuso principalmente que las enmiendas se incorporaran en algún lugar dentro de la constitución. La cámara de representantes aprobó muchas de sus enmiendas, pero se negó a incorporarlas dentro de la constitución, optando mejor por escribir las enmiendas por separado y atarlas al final de la constitución, mandándola así al senado para su aprobación.
El senado por su parte acordó en editar las enmiendas aún más, haciendo 26 cambios y reduciendo las enmiendas a 12. La propuesta de Madison de que la declaración de derechos sea aplicable al gobierno federal igual que al gobierno estatal fue eliminada al igual que su edición del preámbulo. Una conferencia de Cámara y Senado entonces tomó lugar para arreglar las diferencias entre las dos propuestas. El 24 de septiembre de 1789, el comité finalizó y produjo un informe de 12 enmiendas para la consideración de la cámara de representantes y el senado. Esta versión final fue aprobada por el congreso el 25 de septiembre de 1789 por medio de una junta de resolución.
Los artículos 3 al 12 fueron ratificados el 15 de diciembre de 1791 y llegaron a ser la declaración de derechos. El artículo 2 llegó a ser la enmienda número 27 de la constitución y fue ratificada el 7 de mayo de 1792. El primer artículo todavía sigue pendiente, esperando la aprobación de los estados.

### Debates Sobre la Política Exterior
Cuando Gran Bretaña y Francia entraron en guerra en 1793, los Estados Unidos llegaron a estar atrapados en medio. El tratado de Alianza con Francia de 1778 todavía estaba en efecto, pero la mayoría del comercio provenía de Gran Bretaña. Una segunda guerra con Gran Bretaña parecía ser inevitable en 1794 cuando los británicos tomaron cientos de barcos que hacían comercio con puertos franceses. Madison pensaba que Gran Bretaña era débil y los Estados Unidos eran lo suficientemente fuertes como para hacer una guerra comercial, donde se ordenaría a los puertos a negar el comercio con los británicos. Esto, aunque arriesgaría una guerra de verdad, si fuera exitoso, sería una señal al resto del mundo de la independencia y fuerza de los nuevos Estados Unidos. El historiador Varg explica que Madison mantenía la idea de que «sus intereses pueden ser heridos mortalmente, mientras que los de nosotros son invulnerables». Las Indias Occidentales Británicas decía Madison, no podrían sobrevivir sin alimentos estadounidenses mientras que las Américas no necesitan comida británica. Sin embargo, Washington aseguró un comercio seguro entre el país y Gran Bretaña por medio del Tratado Jay de 1794. Madison estaba muy en contra del tratado y al lograr movilizar el apoyo popular resultaría en los primeros partidos políticos del país. Madison fue derrotado en el senado y en la cámara de representantes, lo que llevó a unos siguientes diez años de prosperidad para los Estados Unidos, pero la enemistad de los franceses. Ya que esto fue de gran interés público, mucha gente quedó dividida y empezaron a considerarse o Federalistas o Republicano Jeffersoniano.

### Historia Electoral
1789
Madison fue elegido a la cámara de representantes con 57.73 % de los votos, derrotando así a James Monroe.
1790
Madison fue reelegido a la cámara de representantes con 97.79 % de los votos, derrotando así a James Monroe.

## Fundación del Partido Demócrata-Republicano
Los que apoyaban la ratificación de la constitución llegaron a conocerse como el partido federalista. Aquellos que no apoyaban la constitución llegaron a ser conocidos como el partido anti-federalista, pero ninguno de los grupos se podría considerar como un partido político en sentido moderno. Después de la aprobación de la nueva constitución y el nuevo gobierno en 1789, dos facciones políticas se formaron alrededor de los mismos argumentos que se disputaban antes. Los que apoyaban los intentos de Alexander Hamilton de engrandecer el gobierno nacional se llamaron Federalistas, mientras los que estaban en contra de él se llamaron Republicanos. (La historia llama a este último grupo el Partido Demócrata-Republicano). Madison y otros organizadores del partido demócrata, quienes favorecían los derechos de los estados y el control local, luchaban por encontrar una solución al problema institucional ante la inhabilidad de la constitución de prevenir una concentración de poder en una futura administración republicana. Como primer secretario de la tesorería, Hamilton creó muchas instituciones federales nuevas, una de las cuales incluía el Primer Banco de los Estados Unidos. Madison dirigió el fracasado intento en el congreso de bloquear la creación del banco, propuesta por Alexander Hamilton. Argumentó que la constitución no daba el permiso al nuevo gobierno de crear un banco central explícitamente. El 26 de mayo de 1792, Hamilton se quejó: «El señor Madison, cooperando con el señor Jefferson, están al mando de la facción decididamente hostil a mi y a mi administración». El 5 de mayo de 1792 Madison le comento a Washington «con respeto al espíritu de partido que estaba llevando a cabo, [...] yo fui sensible de su existencia». Madison fue elegido a ser miembro de la Academia Estadounidense de las Artes y las Ciencias en 1794. 
En 1798 bajo el presidente John Adams, los Estados Unidos entraron en una guerra de facto en contra de Francia. La Cuasi-Guerra involucró naves de guerra en contra de navíos comerciales en el Caribe. Los federalistas crearon un ejército activo y apoyaron leyes en contra de los refugiados franceses que se involucraban en la política estadounidense y en contra de editores republicanos. El congresista Madison y el vicepresidente Jefferson, enfurecidos, secretamente escribieron las Resoluciones de Kentucky y Virginia las cuales declaraban que las nuevas Leyes de Extranjería y Sedición eran inconstitucionales y notaron que los «estados, al oponerse a leyes detestables, deberían interponerse para arrestar el progreso de la maldad». Estas resoluciones no fueron muy populares, ya que asumían que los estados tenían el derecho de invalidar leyes federales. Jefferson fue más allá al urgir a los estados que secedan si fuera necesario, aunque Madison pudo convencer a Jefferson de cambiar su punto extremo de parecer.
De acuerdo al historiador Chernow, la posición de Madison «fue un cambio de parecer asombroso para un hombre que había rogado en la Convención Constitucional por el veto nacional sobre leyes de estado». Chernow siente que la política de Madison estuvo alineada a las posiciones de Jefferson hasta que su experiencia como presidente con un gobierno nacional débil en la guerra de 1812 causó en Madison un aprecio por la necesidad de un gobierno central fuerte para ayudar en la defensa nacional. En ese mismo tiempo también empezó a apoyar la idea de un banco nacional, una armada más fuerte, y un ejército activo. 
El historiador Gordon S. Wood nota que Lance Banning, ejemplificado por lo que escribió en su libro Sacred Fire of Liberty (El Fuego Sagrado de la Libertad, 1995), «es el único historiador moderno que mantiene la idea de que Madison no cambió su forma de parecer en los años 1790». Al afirmar esto, Banning le resta importancia al nacionalismo de Madison en la década de los 1780. Wood concede que muchos historiadores luchan en entender a Madison, pero Wood lo analiza como un hombre de su tiempo —como un nacionalista— pero uno con un concepto diferente del nacionalismo de los federalistas. Él quería evitar un gobierno al estilo de los europeos y siempre estaba convencido de que el embargo en contra de los franceses hubiera sido exitoso. De ahí que Wood analice a Madison desde otro punto de vista. Gary Rosen y Banning usan otros métodos para analizar el modo de pensar de Madison.

## Matrimonio y familia
Madison tenía 43 años cuando se casó por primera vez, lo que se consideraba muy tarde en la época. El 15 de septiembre de 1794, James Madison se casó con Dolley Payne Todd, una viuda de 26 años, en Harewood, West Virginia, lugar que se conoce actualmente como el Condado de Jefferson. Madison nunca tuvo hijos pero si adoptó al hijo de Dolley de su primer matrimonio, John Payne Todd, después del enlace. 
Dolley Payne nació el 20 de mayo de 1768 en el asentamiento de «New Garden» habitado por cuáqueros en Carolina del Norte donde sus padres, John Payne y Mary Coles Payne, vivieron brevemente. La hermana de Dolley, Lucy Payne, se había casado recientemente con George Steptoe Washington, un familiar del presidente Washington. Como miembro del congreso, Madison indudablemente conoció a la viuda Todd en sus funciones sociales en Filadelfia, la capital de la nación en ese entonces. Ella había vivido allí con su esposo ya fallecido. En mayo de 1794, Madison le pidió a un amigo mutuo, Aaron Burr, el concertar una cita con Dolley. En agosto, Dolley aceptó su propuesta de matrimonio. Al casarse con Madison, un solterón que no era cuáquero, Dolley fue expulsada de su religión, la Sociedad de Amigos, que desaprobaba el matrimonio con miembros de otras confesiones cristianas.
Se conocía que los dos mantenían un matrimonio feliz. Dolley Madison usó sus habilidades sociales cuando los dos vivieron en Washington, mientras James era el secretario de estado. Cuando la Casa Blanca estaba siendo construida, Dolley aconsejó en cuanto al decoro y presidencia en las funciones ceremoniales para el presidente Jefferson, un viudo y amigo de los dos. Cuando James llegó a ser presidente, Dolley usó su posición como esposa del presidente para avanzar la agenda de su esposo, creando así la posición de primera dama. Muchos consideran que fue ella la razón por la que James era tan popular. 
El padre de James murió en 1801 a la edad de 78 años. Madison heredó la gran hacienda en Montpelier y otros valores en cartera, además de los 108 esclavos de su padre. Él había estado manejando las propiedades paternas desde 1780.

## Secretario de Estado (1801-1809)
Cuando Thomas Jefferson fue investido como presidente en 1801, lo nombró como su secretario de estado. Al comienzo de su término, Madison era parte de un caso en la corte suprema, el Marbury vs. Madison (1803) en el que se disputaba cuanto poder tendría cualquier revisión judicial, algo que había molestado a los partidarios de Jefferson ya que estos no querían una rama judicial federal con tanto poder. A Jefferson se le había dificultado el mantenerse neutral durante las guerras de Napoleón. Durante el mandato de Jefferson, gran parte de Europa estaba envuelta en alguna guerra empezando con Francia contra Austria. Después de la batalla de Austerlitz en 1805 cuando los franceses decisivamente derrotaron a los Habsburgos Austriacos, la guerra entonces se convirtió en una guerra entre el Reino Unido y Francia.
Justo antes del comienzo de la presidencia de Jefferson, Napoleón tomó el control del directorio francés, departamento que había manejado mal las finanzas del país y era directamente responsable por la pérdida del ejército en su lucha por detener la rebelión de los esclavos en la colonia de Saint-Domingue (Haití). En 1802, Napoleón envió una tropa de 20 000 hombres a la isla para restablecer la esclavitud negra, ya que sus haciendas productoras de caña de azúcar habían sido la fuente más importante de dinero del país. Además de perder batallas, las tropas también fueron diezmadas por la fiebre amarilla. Al ver pérdidas mayores en el Nuevo Mundo, Napoleón no vio futuro alguno en el occidente, razón por la que vendió el territorio de Luisiana a Jefferson y Madison en 1803. Más tarde ese mismo año, las 7000 tropas que quedaban en la isla fueron retiradas y en 1804, Haití declaró su independencia y llegó a ser la segunda república instaurada en el Nuevo Mundo. 

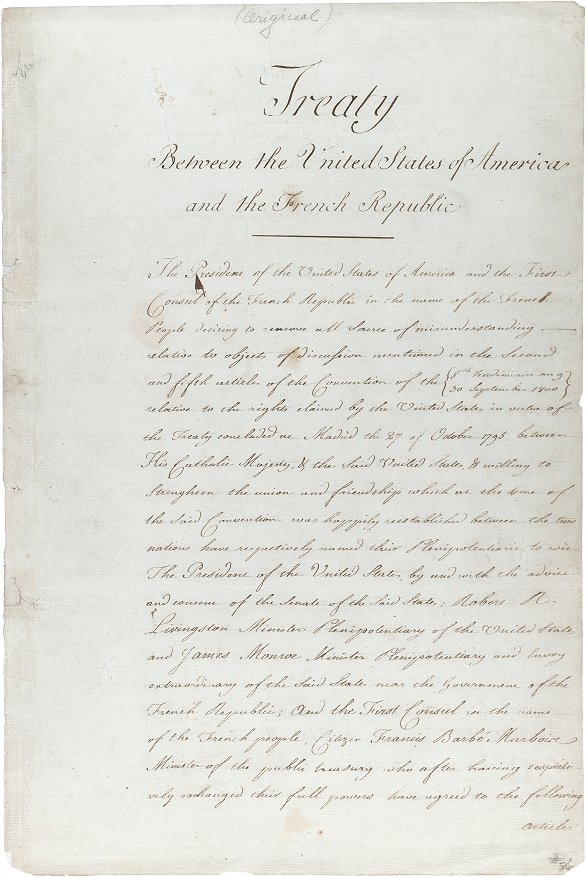
El tratado de la compra de Luisiana original.

Muchos contemporáneos, y después historiadores como Ron Chernow, ignoraron su punto de vista de que la constitución legalizaba solamente la «construcción estricta» y así tomaron ventaja de la oportunidad de comprar el territorio de Luisiana. Jefferson hubiera preferido haber tenido una enmienda a la constitución en la que se autorizaba la compra, pero aparte de no tener tiempo, notó que no era requisito hacerlo. El senado rápidamente ratificó el tratado que completaba la compra. Con la misma rapidez, la cámara de representantes también aprobó la compra. Con las guerras napoleónicas todavía librándose en Europa, Madison trató de mantener a los Estados Unidos neutral e insistió en los derechos del país, bajo la ley internacional aplicada a estados neutrales. 
Aun así, ni Londres ni París mostraron respeto a los Estados Unidos, razón por la que las relaciones entre los dos países se deterioró durante el segundo término de Jefferson. Después de su victoria en Austerlitz sobre sus enemigos en la Europa continental, Napoleón se tornó más agresivo y ordenó un embargo en contra del Reino Unido con el propósito de llevar a los británicos el hambre, algo que llegó a arruinar a ambos países. Madison y Jefferson decidieron ordenar un embargo en contra de los dos países, aunque el embargo era en contra de todo país extranjero. El embargo falló en los Estados Unidos de la misma manera en la que falló en Francia al afectar económicamente a los puertos por todo la costa del este, puertos que dependían del comercio extranjero. En el noroeste, los federalistas combatieron el embargo y así encontraron popularidad entre el pueblo estadounidense. El embargo falló en ser renovado justo antes del término del mandato de Jefferson.

## Elección de 1808
Cuando el segundo término de Jefferson finalizaba, se conocieron sus planes de jubilarse, así que el partido empezó a promover la idea de elegir a Madison como candidato a la presidencia en 1808. A ello se oponía el representante John Randolph, quien rompió lazos con Madison y Jefferson. La camarilla presidencial del Partido Demócrata-Republicano estaba al cargo de escoger el candidato y resolvió elegir a James Madison en vez de a James Monroe. Ya que el partido Federalista había perdido influencia fuera de Nueva Inglaterra, Madison derrotó fácilmente al federalista Charles Coteworth Pinckney.

## Presidencia (1809-1817)

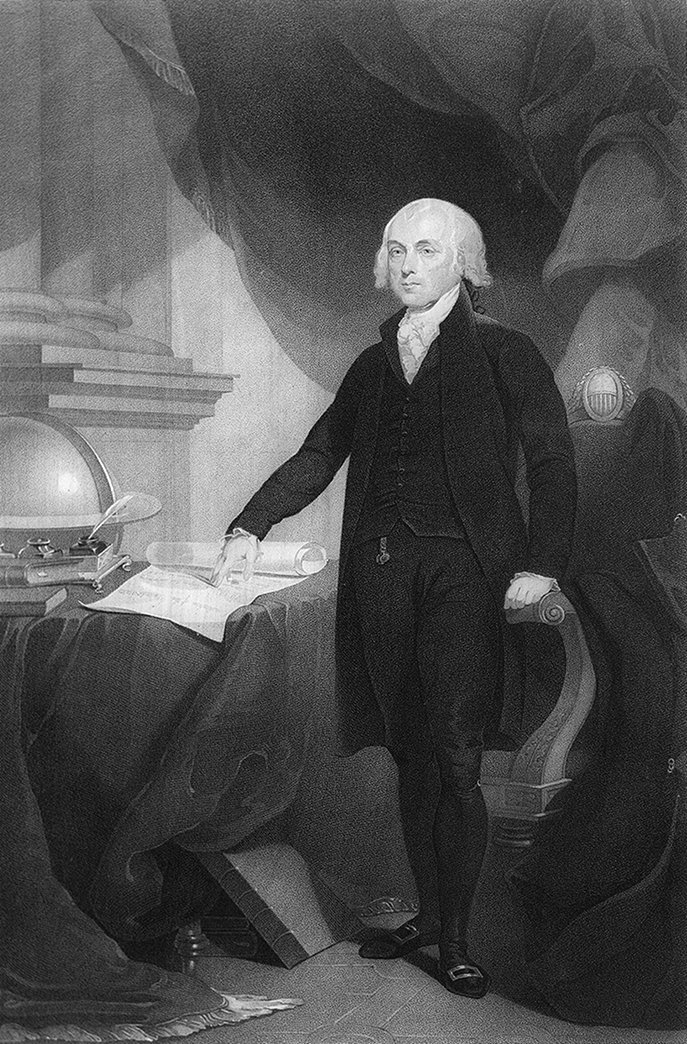
Grabado de James Madison por David Edwin desde 1809 a 1817.

Después de su investidura, Madison encontró la oposición inmediata al tratar de nombrar a Albert Gallatin como secretario de estado. El líder de la oposición, William B. Giles, pudo forzar a Madison a que nombrara a Gallatin a la posición de Secretario de la tesorería, puesto que mantenía desde la anterior presidencia de Jefferson. El talentoso suizo Gallatin era el consejero, planeador político, y confidente principal de Madison. Madison nombró a Robert Smith, el secretario de la armada, al puesto de secretario de estado. Para el puesto de secretario de la armada, Madison nombró a Paul Hamilton. El gabinete de Madison, un grupo de personas conocidas como de talento mediocre, fue escogido con el propósito de apaciguar a la oposición política. Cuando Madison llegó a la presidencia en 1809, el gobierno federal tenía un superávit de 9.5 millones de dólares. Para el año 1810, la deuda nacional bajó y los impuestos fueron reducidos.

### Banco de los Estados Unidos
Madison intentaba continuar las metas de Jefferson, particularmente deshacer el sistema e ideas que dejaron los presidentes federalistas previos Washington y Adams. Uno de los asuntos urgentes para Madison fue el Primer Banco de los Estados Unidos, el cual sería financiado hasta el año 1811. Aunque el secretario de finanzas urgía por la existencia del banco, el congreso no pudo reautorizarlo. Durante la guerra contra Gran Bretaña, el congreso se dio cuenta de que sin un banco nacional, era imposible financiar al ejército, así que fue aprobado un proyecto de ley en 1814, autorizando un segundo banco nacional. Madison vetó el proyecto. En 1816 el congreso aprobó de nuevo un segundo banco nacional. Esta vez fue aprobado por Madison al haber experimentado la necesidad de uno.

### Preludio a la Guerra
Para el año 1809, el partido federalista carecía de apoyo aparte de algunos lugares al norte. Algunos miembros antiguos como John Quincy Adams, quien ahora servía como embajador de Madison en Rusia, habían entrado al bando demócrata-republicano con Madison. Aunque parecía que solo un partido estaba dominando la política americana, el Partido Demócrata-Republicano estaba dividido y su ruptura futura serviría como base para el sistema de partidos políticos estadounidense moderno. Particularmente, al ver que las hostilidades en contra de Gran Bretaña parecían ser inevitables, estas facciones tomaban posiciones en pro o en contra de la guerra. La facción dominante estaba a favor de la guerra y eran dirigidos por el presidente de la cámara Henry Clay. Cuando finalmente estalló la guerra, fue dirigida por Clay igual que por Madison. Esto fue por estrategia, ya que Madison prefería la idea de pesos y contrapesos. 
Napoleón había ganado una batalla importante, la batalla de Austerlitz en 1805 y en consecuencia, Europa mantuvo la paz los siguientes años. El congreso revocó el embargo de Jefferson poco antes del comienzo del mandato de Madison. La nueva póliza del comercio estadounidense fue la de seguir el comercio con el Reino Unido y Francia solamente si estos países eliminaban las restricciones de envío. Los esfuerzos diplomáticos de Madison en abril de 1809 para convencer al Reino Unido de cancelar su guerra comercial, aunque habían comenzado bien, fueron rechazados por el secretario del extranjero británico James Canning. Para agosto de 1809, las relaciones diplomáticas se deterioraron aún más cuando el ministro David Erskine fue retirado y reemplazado por «el hombre hacha» Francis James Jackson. Madison se resistió a entrar a la guerra en oposición a las muchas llamadas para hacerlo. En sus observaciones políticas de 1795, Madison escribió: 

De todos los enemigos a la libertad publica, la guerra es, tal vez, la que ha de ser la más temida, ya que de ella se desprende y desarrolla el germen de toda otra. La guerra es la madre de los ejércitos; de allí salen las deudas y los impuestos; y los ejércitos, las deudas y los impuestos se conocen por tener a los muchos bajo el control de los pocos. En la guerra, también, el poder discrecional del ejecutivo es extendido; su influencia en repartir oficinas, honores, y beneficios se multiplica; y todos los medios de seducir a las mentes, se añaden a aquellos que dominan la fuerza, del pueblo. El mismo aspecto maligno del republicanismo se traza por la desigualdad de fortunas, las oportunidades para el fraude, crecientes de un estado de guerra, y en la degeneración de modales y morales comprometidos por los dos. Ninguna nación puede preservar la libertad en continuo estado de guerra.

Después de que Jackson acusó a Madison de estar en duplicidad con Erskine, Madison ordenó destituir a Jackson del departamento del estado y ser regresado a Boston. Durante su primer discurso del Estado de la Unión en noviembre de 1809, Madison le pidió al congreso sus consejos y alternativas concernientes a la crisis comercial entre Estados Unidos y Gran Bretaña, y advirtió acerca de la posibilidad de que se abriera una guerra entre los dos países. Para la primavera de 1810, Madison específicamente le pidió al congreso más apropiaciones para incrementar el ejército y la armada en anticipación de una guerra. Esto, junto a los efectos de la paz que disfrutaba Europa, ayudó a la economía estadounidense a crecer. Para el tiempo que Madison se preparaba para una reelección, la Guerra de la Independencia Española se extendió mientras que, al mismo tiempo, Napoleón invadió a Rusia, y el continente europeo nuevamente se vio envuelto en hostilidades.

### La Guerra de 1812

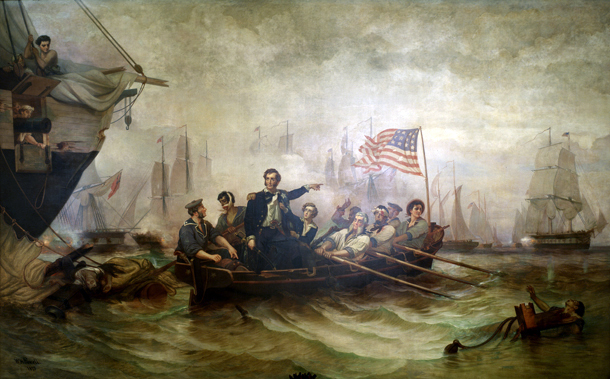
El Comodoro Oliver Hazard Perry derrota a la armada británica en la batalla del lago Erie en 1813, Powell 1873.

Los Estados Unidos entraron en guerra contra el Reino Unido en 1812, una guerra que era, en muchos aspectos, parte de las Guerras Napoleónicas. Napoleón comenzó su Bloqueo Continental con el intento de obligar a los otros países europeos a participar en su embargo contra el Reino Unido. Aunque al principio tuvo éxito en hacer pasar hambre al Reino Unido, Portugal rehusó participar, lo que llevó a la guerra peninsular. Esto a su vez, causó que las colonias españolas de Sudamérica se descuidaran. Pronto, el Reino Unido sería la fuerza más poderosa del Atlántico.
Al incrementar la presión en contra de Napoleón, Gran Bretaña también empezó a acosar barcos estadounidenses. Algunas tácticas de los británicos inmediatamente enfurecieron a los Estados Unidos. Gran Bretaña usó su armada para prevenir el comercio estadounidense con los franceses. Estados Unidos a su vez, vio esto como una violación de la ley internacional. La Marina Real Británica abordó las naves estadounidenses mientras estaban en alta mar para levar a sus marinos, al estar en necesidad de gente que trabajara en los barcos británicos. Estados Unidos consideraba esto una transgresión en contra de la soberanía estadounidense similar a una invasión por tierra. Gran Bretaña también armó a las tribus indias en los territorios del noroeste y las encomiaba a atacar a los colonos aun después de haber cedido el territorio a los Estados Unidos en dos tratados separados de 1783 y 1794.
Los estadounidenses hacían la llamada para una «segunda guerra de independencia» para restaurar el honor y el poder del país. El electorado furioso votó por congresistas cuyas posiciones eran favorables a la guerra como Henry Clay y John C. Calhoun. Madison le pidió al Congreso una declaración de guerra, la cual fue aprobada a lo largo de líneas partidarias. Los federalistas en el noreste del país se oponían intensamente a la guerra, al haber sufrido económicamente por el embargo de Jefferson contra los franceses.
Apresuradamente, Madison le pidió al congreso poner al país «en armadura y en la actitud demandada por la crisis» pidiendo el engradecimiento del ejército, preparaciones de milicias, terminar la construcción de la academia militar, el almacenamiento de munición, y la expansión de la armada. Madison se enfrentaba a varios desafíos. Su gabinete estaba dividido, su partido político se fragmentaba, un congreso revoltoso, gobernadores obstruccionistas, generales incompetentes, y milicias que rehusaban pelear fuera de sus estados. Más grave que todo era la falta de apoyo unido. Había serias amenazas de desunión en Nueva Inglaterra ya que seguían pasando contrabando por la frontera con Canadá y no proveía finanzas para sus soldados. Los problemas eran aún más serios debido a que Madison y Jefferson habían trabajado para desmantelar el sistema creado por Hamilton y los federalistas. Los dos habían reducido el tamaño del ejército, cerrado el banco estadounidense, y estrechado el sistema de impuestos. Desconfiaban de ejércitos activos, de bancos, y la desmantelacion del sistema de impuestos significaba que el gobierno no podía alquilar mercenarios. Para el tiempo que empezó la guerra, la fuerza militar de Madison consistía en milicias pobremente entrenadas.

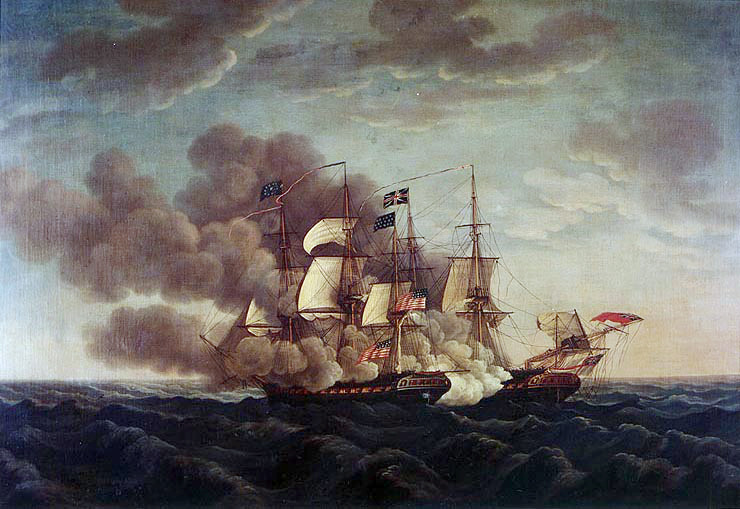
derrota al buque HMS Guerriere, un evento importante de la guerra.

El mando superior en el Departamento de Guerra probó ser incompetente o cobarde. El general en Detroit se rindió a una pequeña fuerza británica sin disparar una bala. En la tesorería nacional, Gallatin descubrió que sería imposible financiar la guerra, ya que el banco nacional fue cerrado y los banqueros del noreste rehusaban financiar una guerra. Madison entonces contempló invadir Canadá y tomar el territorio y así proveer del alimento que llegara de las Indias Occidentales, algo que sería útil al negociar la paz. Pero todos los esfuerzos de invasión fallaron. Las milicias o decidieron no pelear en la guerra o rehusaban salir de sus estados. Los británicos armaron a los indios del noroeste, notablemente varias tribus aliadas con el jefe Shawnee, Tecumseh. Pero después de perder el control del lago Erie en 1813, se forzó a los británicos a salir fuera del área. El general William Henry Harrison los alcanzó en la Batalla del Támesis donde pudo destruir las fuerzas británicas e indias y además mató a Tecumseh, hecho que desmoralizó a las fuerzas indias de la región de los lagos permanentemente. Madison es el único presidente que comandó las tropas mientras todavía era presidente aunque perdió esa Batalla de Bladensburg. Los británicos entonces invadieron la ciudad de Washington mientras Madison se retiraba con una milicia descorazonada. La esposa de Madison, Dolley, se quedó atrás y rescató ciertos artículos valiosos de la Casa Blanca, el Capitolio, y otros edificios, escapando justo antes de la entrada de los británicos.
Para el año 1814, Andrew Jackson y William Henry Harrison destruyeron toda amenaza al sur y al oeste respectivamente. Como parte de los esfuerzos de guerra, se construyó un astillero para la armada estadounidense en Sackets Harbor, Nueva York, donde miles de hombres construyeron doce buques de guerra y tenían uno más casi terminado para el fin de la guerra. Para fines de 1814, Madison y su secretario de guerra James Monroe trataron, sin éxito, de llamar al servicio forzado en el ejército a 40 000 hombres. El congresista antiguerra Daniel Webster de New Hampshire criticó la propuesta enérgicamente, razón por la que esta falló.
En una batalla famosa de tres horas en contra del buque HMS Java, el buque HMS Constitution fue apodado «Old Ironsides» (Viejo de los Costados de Hierro). La flota estadounidense se enfrentó a la flota británica en el lago Erie, aunque la flota británica era superior en número y capacidad. Aun así la flota estadounidense la derrotó logrando capturar algunos buques y destruyendo los demás. El comandante Oliver Hazard Perry informó de su victoria con la simple frase: «Hemos encontrado al enemigo, y ellos son nuestros». Estados Unidos había construido la flota mercantil más grande del mundo aunque esta había sido reducida por Jefferson y Madison. Madison autorizó a ciertos barcos a ser corsarios durante el curso de la guerra. Armados, capturaron 1800 barcos Británicos.

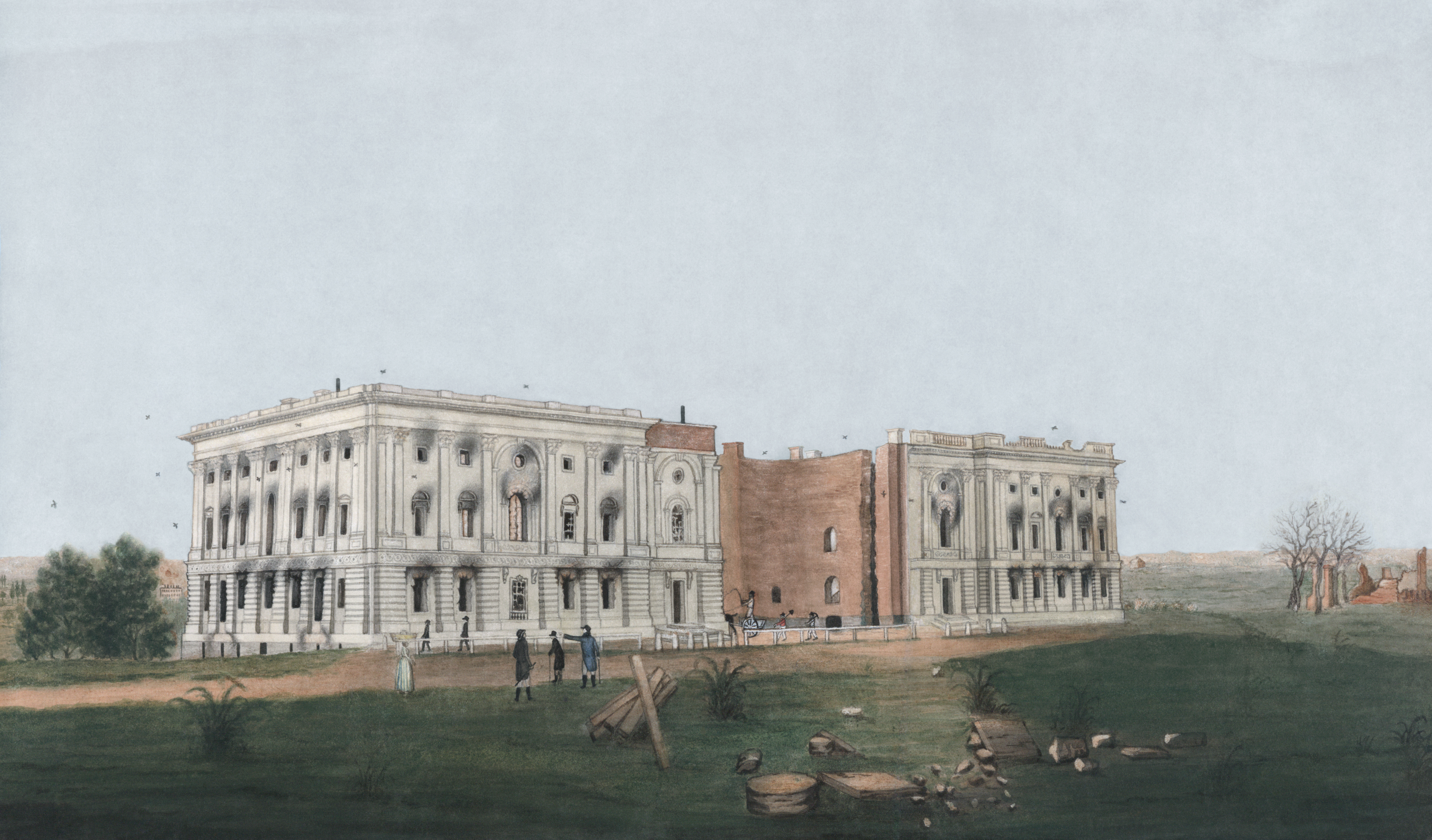
El capitolio estadounidense aún no terminado, fue incendiado por los británicos el 24 de agosto de 1814.

La valiente y exitosa defensa del fortín Mc. Henry, el cual defendía la entrada a la bahía de Baltimore, en contra de uno de los bombardeos más intensos de toda la historia (24 horas) inspiró el poema de Francis Scott Key «The Star Spangled Banner» (La Bandera Estrellada), poema que sirvió de base para el presente himno nacional estadounidense. En Nueva Orleans, el general Andrew Jackson pudo juntar una fuerza compuesta de soldados estadounidenses, miembros de la milicia, fronteros, criollos, Indios, y piratas de Jean Lafitte. La batalla de Nueva Orleans tuvo lugar durante dos semanas después de que se escribieron los términos de paz pero no antes de su aprobación. Los defensores estadounidenses pudieron detener un ejército invasor británico y ganaron la batalla más importante de la guerra. El Tratado de Gante terminó con la guerra en febrero de 1815, sin ningún cambio de territorio. Los estadounidenses sintieron que se había restaurado su honor en lo que llegó a conocerse como la «segunda guerra de independencia». El 3 de marzo de 1815, el congreso estadounidense autorizó una campaña en contra de Argel y dos escuadrones de la armada se desplegaron en la región. La segunda guerra berberisca marcaría el fin definitivo de la piratería en esa región. 
Para la mayoría de los estadounidenses, el hecho de que el incendio del capitolio, la batalla de Nueva Orleans, y el tratado de Gante pasaran en rápida sucesión, les dejó la impresión de que la batalla de Nueva Orleans forzó la rendición de los británicos. Este punto de vista, aunque incorrecto, fue la razón para el sentimiento de celebración que perduró en el país durante la siguiente década. También ayudó explicar la significancia de la guerra aunque fuera estratégicamente inconclusa. Napoleón fue derrotado por última vez en la Batalla de Waterloo para el término del mandato de Madison, y al terminar las guerras napoleónicas, también terminó la guerra de 1812. Los últimos años de la presidencia de Madison se destacaron por el sentimiento de paz y prosperidad, era que llegó a conocerse como la «Era de los Buenos Sentimientos». La reputación de Madison también mejoró, y los estadounidenses finalmente sentían ser parte de un país con poder mundial.

### La Economía después de la Guerra y Mejoras Internas
Con la paz finalmente establecida, los estadounidenses sentían haberse asegurado sólidamente la independencia de Gran Bretaña. El partido federalista, quien había hecho el llamado a la secesión del país por la guerra en la Convención de Hartford, fue disuelta y desapareció de la política estadounidense. Con Europa finalmente en paz, la era de buenos sentimientos describió la prosperidad y el entorno político relativamente ecuánime. Algunas contenciones políticas perduraban como, por ejemplo, en 1816, dos tercios de los representantes en las cámaras del congreso perdieron su reelección al haberse votado un incremento en salario. Madison aprobó un banco nacional a nombre de Alexander Hamilton, un sistema de impuestos efectivo a base de tarifas, un ejército profesional permanente, y otras mejoras promovidas por Henry Clay bajo su sistema americano. En 1816, las pensiones de jubilación se ajustaron para incluir a viudas y huérfanos que fueron afectados por la guerra de 1812 a la mitad de pago. Aun así, su última acción oficial fue un veto en contra de una ley propuesta para mejorar calles, puentes, y canales.

Habiendo considerado el proyecto de ley [...] estoy obligado por la insuperable dificultad que siento en conciliar este proyecto de ley con la constitución de los Estados Unidos [...] los poderes legislativos establecidos al congreso se especifican [...] en la [...] constitución, y parece ser que los poderes que se propone emplear este proyecto de ley no son parte de los poderes enumerados [del congreso].

Madison rechazó el punto de vista del congreso que la provisión del «Bienestar General» de la Causa de Impuestos y Gastos justificaban el proyecto de ley al decir:

Este punto de vista de la constitución tendría el efecto de dar al congreso un poder general de legislación en vez del poder definido y limitado que hasta ahora les pertenece, los términos «defensa común y bienestar publico» adoptando cada objeto y acto dentro de la competencia de la confianza legislativa.

En vez de este proyecto de ley, Madison urgió una variedad de medidas que él creía que se «ejecutaban mejor bajo la autoridad federal» incluyendo apoyo general para aquellos canales y calles que «unirían más las varias partes de nuestra confederación extendida».

### El Incidente de Wilkinson

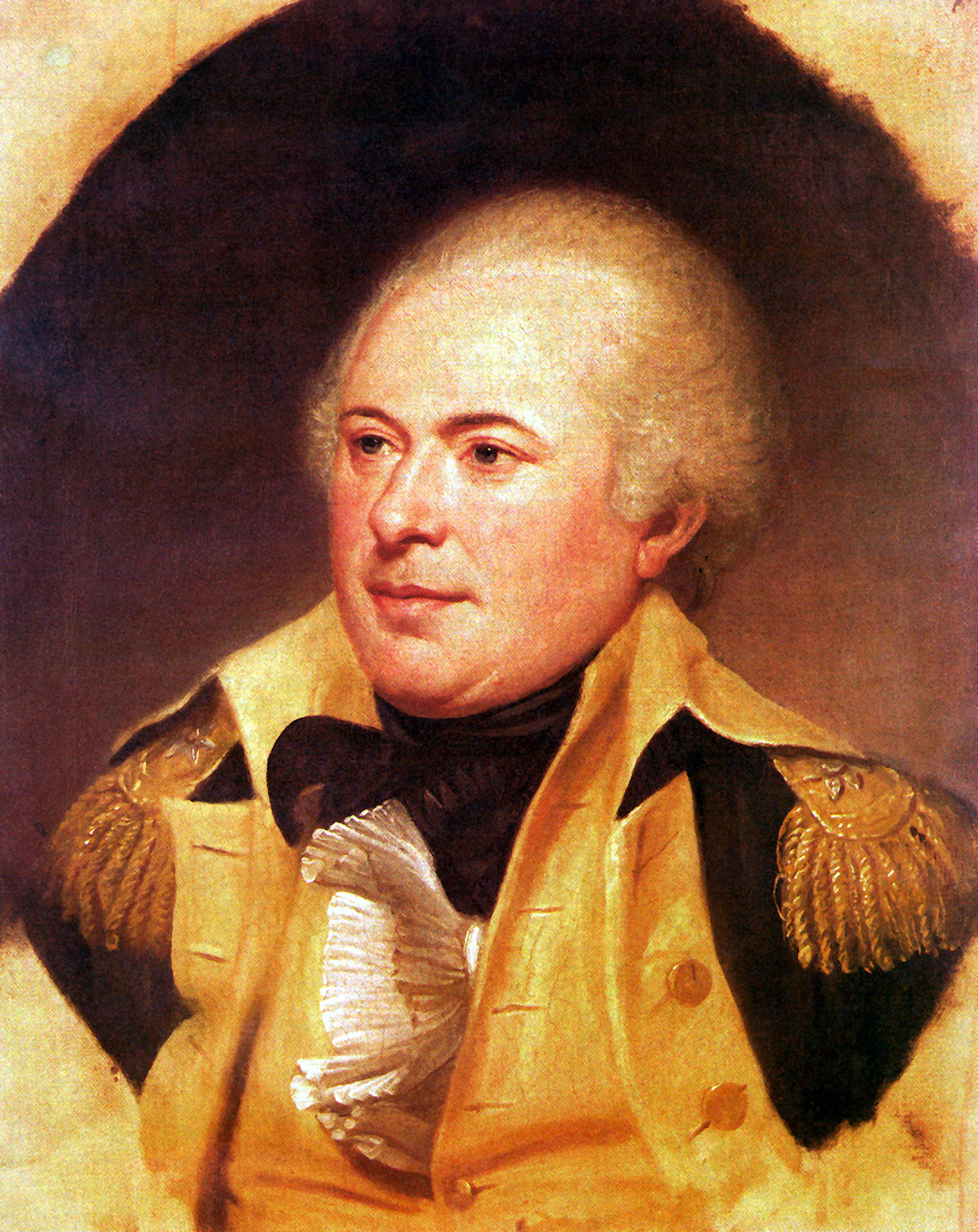
James Wilkinson.

James Wilkinson fue un comandante militar estadounidense controvertido, apuntado para ser gobernador del territorio de Luisiana por Thomas Jefferson en 1805. Wilkinson habían sido encontrado envuelto en la conspiración de Aaron Burr para formar una nueva nación en el oeste y tomar oro español, pero fue exonerado en 1808. Jefferson, decidió mantener a Wilkinson, un republicano, por razones políticas.
Cuando Madison llegó a ser presidente en 1809, nombró a Wilkinson al cargo de la parroquia de St. Bernard en la costa de Luisiana para proteger a los Estados Unidos de una posible invasión. Wilkinson probó ser un general incompetente; muchos soldados se quejaban de su inefectividad: sus tiendas de campaña estaban en mal estado y muchos enfermaron de malaria, disentería y escorbuto; docenas morían diariamente. Wilkinson ponía excusas y rehusaba mover las tropas a tierra más adentro, lejos de la costa pantanosa infestada de mosquitos. Una investigación de dos años por el congreso quedó inconclusa, así que la decisión de mantenerlo o despedirlo llegó a restar sobre Madison. Igual que Jefferson, Madison decidió mantenerlo por razones políticas, ya que Wilkinson tenía influencia sobre los republicanos del norte de Pensilvania. Al retener a Wilkinson, Madison y Jefferson se distinguieron por apoyar a los líderes del ejército por razones políticas en vez de por su competencia. El historiador Robert Allan Rutland describe como el incidente dejó cicatrices sobre la reputación del departamento de guerra y dejó a Madison rodeado de miembros del ejército de alto rango incompetentes para el comienzo de la guerra de 1812. Al perder dos batallas en contra de los Británicos, Madison finalmente despidió a Wilkinson de su servicio militar activo.

### Seguros de los Indios

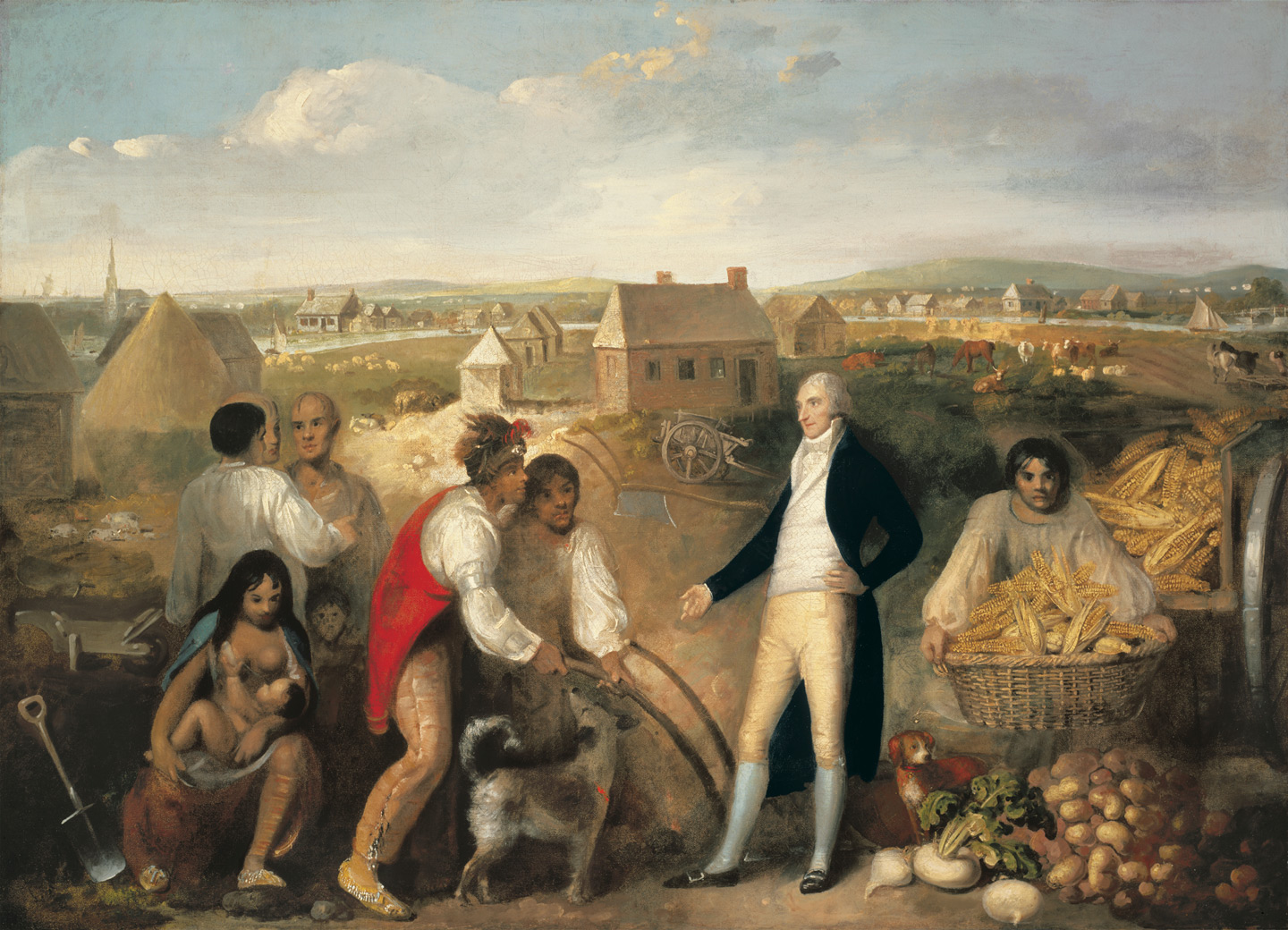
A hombres Creek se les enseña a arar. Por Benjamin Hawkins, en 1805. Madison creía que al aprender la agricultura, los Creek adoptarían los valores de las sociedades anglosajonas.

Al inicio de su mandato el 4 de marzo de 1809, James Madison, en su primer discurso de investidura, afirmó que era responsabilidad del gobierno federal convertir a los indios americanos por medio de «su participación en los mejoramientos de los que la mente humana y los modales se comportan en un estado civilizado». Igual que Jefferson, Madison tenía un punto de vista paternalista hacia los indios americanos, encomiándolos hacia la agricultura. Aunque hay pocos detalles, Madison a menudo se juntaba con tribus del sureste y el oeste como los Creek y los Osage. Al ver que pioneros y colonos entraban más al oeste y tomaban territorios grandes de los indios cheroqui, choctaw, creek, y chickasaw, Madison ordenó al ejército estadounidense el proteger las tierras de los indios, provocando así el disgusto de su comandante Andrew Jackson. Jackson le insistía al presidente en ignorar las súplicas de los indios de detener la invasión de sus tierras y se resistía a cumplir las órdenes del presidente. En el territorio del noroeste después de la batalla de Tippecanoe en 1811, los indios perdieron sus tierras frente a los colonos anglosajones. Para el año 1815, con una población de 400,000 anglosajones, los derechos indios sobre sus tierras en Ohio efectivamente fueron declarados nulos.

### Administración y Gabinete
| Oficina                    | Nombre                    | Años de término |
| -------------------------- | ------------------------- | --------------- |
| Presidente                 | James Madison             | 1809 - 1817     |
| Vicepresidente             | George Clinton            | 1809 - 1812     |
| .                          | Elbridge Gerry*           | 1813 - 1814     |
| Secretario de Estado       | Robert Smith              | 1809 - 1811     |
| .                          | James Monroe              | 1811 - 1817     |
| Secretario de la Tesorería | Albert Gallatin           | 1809 - 1814     |
| .                          | George W. Campbell        | 1814            |
| .                          | Alexander J. Dallas       | 1814 - 1816     |
| .                          | William H. Crawford       | 1816 - 1817     |
| Secretario de Guerra       | William Eustis            | 1809 - 1813     |
| .                          | John Armstrong Jr.        | 1813 - 1814     |
| .                          | James Monroe              | 1814 - 1815     |
| .                          | William H. Crawford       | 1815 - 1816     |
| Fiscal general             | Caesar A. Rodney          | 1809 - 1811     |
| .                          | William Pinkney           | 1811 - 1814     |
| .                          | Richard Rush              | 1814 - 1817     |
| Secretario de la Armada    | Paul Hamilton             | 1809 - 1813     |
| .                          | William Jones             | 1813 - 1814     |
| .                          | Benjamin W. Crowninshield | 1814 - 1817     |

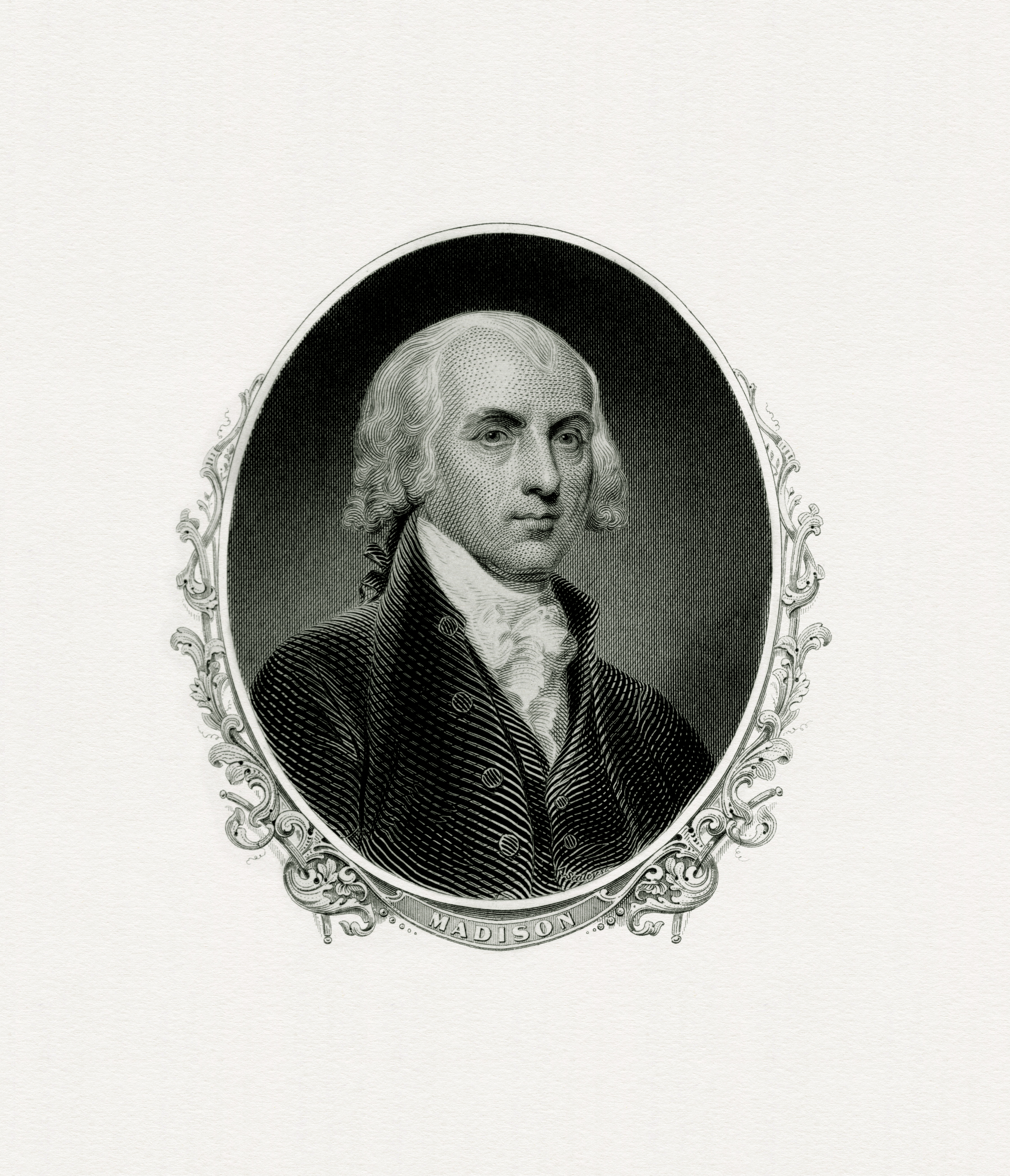
Grabado de la BEP de Madison como presidente.

- Madison es el único presidente que vio la muerte de dos de sus vicepresidentes mientras todavía era presidente.

### Apuntes Judiciales

#### Corte Suprema

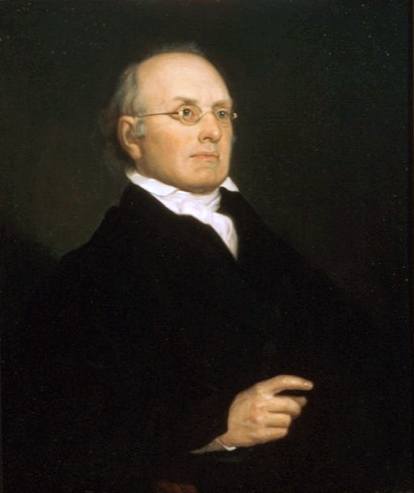
Joseph Story, la persona más joven que fue nombrada en la Corte Suprema, quien entonces escribió un gran número de opiniones notables.

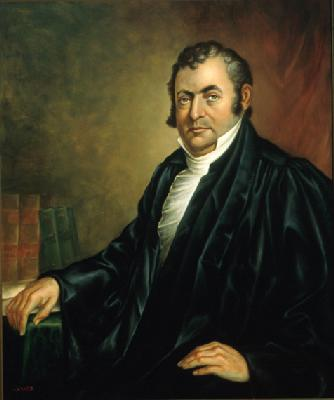
Robert Trimble, quien fue nombrado a una corte de distrito por Madison, fue entonces ascendido a la Corte Suprema por John Quincy Adams.

| Juez           | Asiento   | Estado        | Fecha de Comienzo       | Fecha de Término         |
| Gabriel Duvall | Asiento 3 | Maryland      | 23 de noviembre de 1811 | 12 de enero de 1835      |
| Joseph Story   | Asiento 2 | Massachusetts | 3 de febrero de 1812    | 10 de septiembre de 1845 |

#### Cortes de Circuito
| Juez                 | Circuito | Fecha de Comienzo       | Fecha de Término     |
| James Sewall Morsell | D.C.     | 11 de enero de 1815     | 3 de marzo de 1863   |
| Buckner Thruston     | D.C.     | 14 de diciembre de 1809 | 30 de agosto de 1845 |

#### Cortes de Distrito
| Juez                       | Corte            | Fecha de Comienzo                     | Fecha de Término                             |
| John Drayton               | Carolina del Sur | 7 de mayo de 1812                     | 27 de noviembre de 1822                      |
| John Fisher                | Delaware         | 23 de abril de 1812                   | 22 de abril de 1823                          |
| Dominic Augustin Hall      | Luisiana         | 1 de junio de 1812 1 de junio de 1813 | 13 de febrero de 1813 9 de diciembre de 1820 |
| David Howell               | Rhode Island     | 17 de noviembre de 1812               | 30 de julio de 1824                          |
| William Sanford Pennington | Nueva Jersey     | 19 de junio de 1815                   | 17 de septiembre de 1826                     |
| Robert Trimble             | Kentucky         | 31 de enero de 1817                   | 9 de mayo de 1826                            |
| St. George Tucker          | Virginia         | 19 de enero de 1813                   | 30 de junio de 1825                          |
| John Tyler Sr.             | Virginia         | 17 de enero de 1811                   | 6 de enero de 1813                           |
| William Peter Van Ness     | Nueva York       | 27 de mayo de 1812                    | 6 de septiembre de 1826                      |

### Estados Admitidos en la Unión
- Luisiana - 30 de abril de 1812.
- Indiana - 11 de diciembre de 1816.

## Después de la presidencia
Cuando Madison terminó su mandato en 1817, se jubiló a Montpelier, su hacienda de tabaco en el Condado de Orange (Virginia) cerca de la de Monticello, propiedad de Jefferson. Tenía sesenta y cinco años. Dolley, quien pensaba tener tiempo ahora para viajar a París, tenía cuarenta y nueve años. Al igual que Washington y Jefferson, Madison se retiró de la presidencia económicamente más pobre que cuando empezó debido al precio bajo del tabaco y el gradual colapso financiero de su hacienda, debido al mal manejo administrativo que le dio su hijastro. 

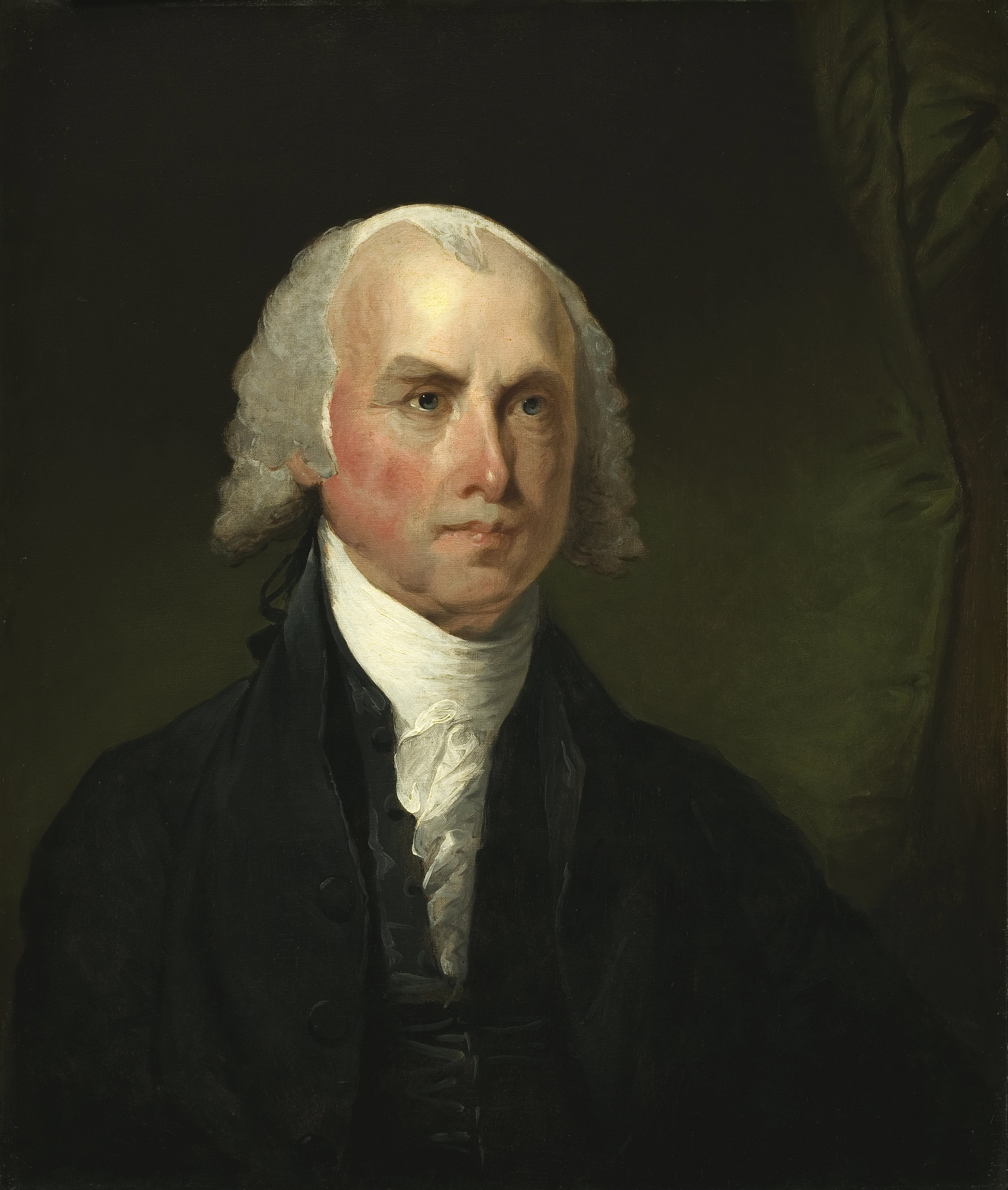
Pintura de James Madison c. 1821,
por Gilbert Stuart

Un vistazo sobre Madison es proveído por las primeras notas biográficas escritas de la Casa Blanca  A Colored Man's Reminiscences of James Madison (Recuerdos de James Madison por un Hombre de Color, 1865), escritas por el antiguo esclavo de Madison Paul Jennings quien trabajó para el presidente desde la edad de diez años, sirviendo como lacayo, y después como su ayudante de cámara para el resto de la vida de Madison. Después de la muerte de Madison, Jennings fue comprado en 1845 a Dolley Madison por Daniel Webster, quien le requirió trabajar cobrando y entonces adquirir su libertad. Jennings publicó su relato corto en 1865. Tenía un gran respeto por Madison y relató como Madison nunca le pegó a un esclavo, ni permitió que los capataces les pegaran también. Jennings cuenta que si algún esclavo se portaba mal, Madison se reunía con él en privado y conversaban sobre su comportamiento.
Algunos historiadores se imaginan que las deudas crecientes de Madison son la razón principal por la que el mantuvo secretas sus notas de la convención de Filadelfia, y otros archivos importantes que poseía, y decidió no publicar durante su vida. «Él sabía el valor de estas notas y quería que estas agregaran valor a su testamento para el uso de Dolley al fallar su hacienda. Esperaba $100 000 de la venta de sus papeles de las cuales sus notas eran la gema». Los problemas financieros de Madison le pesaban y deterioraron su salud mental y física, pues le atormentaban. 
En sus últimos años, Madison llegó a estar extremadamente preocupado con su legado histórico. Empezó a modificar cartas y otros documentos que poseía. Les cambiaba días y fechas, añadiendo y borrando palabras y frases y alterando la letra. Para cuando tenía setenta años, sus «aclaraciones» habían llegado a ser una obsesión. Como ejemplo, cambió una carta que había escrito a Jefferson en la que criticaba a Lafayette; no solo tachó pasajes enteros, sino que también copió el estilo de letra de Jefferson al escribir sus cambios.

Durante los seis años finales de su vida, en medio de un mar de problemas personales [financieros] que amenazaban tragárselo... a veces su agitación mental terminaba en colapsos físicos. Para la mayor parte de un año entre 1831 y 1832 quedó encamado, si no silenciado[...] Literalmente enfermó de ansiedad, empezó a desesperarse de su habilidad de hacerse entender por sus conciudadanos.

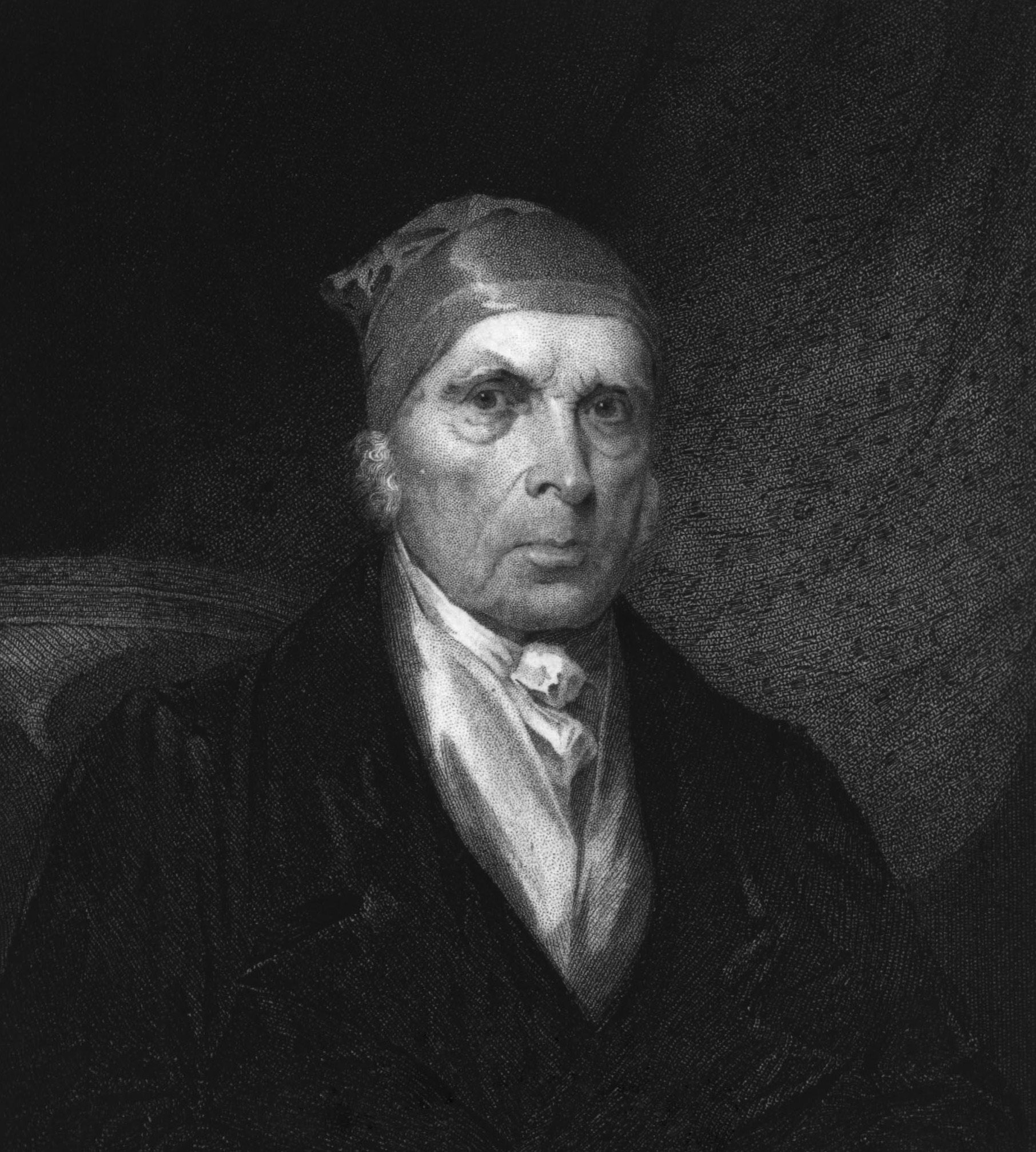
Retrato de Madison, a la edad de 82 años.
c.1833

En 1826, después de la muerte de Jefferson, Madison fue nombrado el segundo rector de la Universidad de Virginia. Él retuvo el puesto de canciller del colegio por diez años, hasta su muerte en 1836. 
En 1829, a la edad de setenta y ocho, Madison fue escogido como representante de la convención constitucional en Richmond para la revisión de la constitución de Virginia. Fue su última aparición como legislador y escritor constitucional. El asunto de mayor importancia en esta convención fue el del proporcionamiento, el proceso legal por el cual se escoge representación de lugares y facciones dentro del estado. Los distritos al oeste de Virginia se quejaban de no estar bien representados porque la constitución del estado proporcionaba distritos de voto por condado y no por población. El creciente aumento de población en Piedmont y otras partes occidentales del estado no quedaban reflejadas en la representación legislativa. Los reformadores del oeste también querían extender el derecho de voto a todo hombre blanco, en vez de solamente a los terratenientes. Madison intentó encontrar un compromiso sin éxito. Finalmente se extendió el derecho de voto para terratenientes y arrendadores, pero los granjeros del este rehusaban aprobar el proporcionamiento sobre la base de la población. Madison quedó decepcionado al ver la falla de los virginianos en encontrar una resolución equitativa a sus problemas.
Madison estaba preocupado por la continuación de la esclavitud en Virginia y el sur en general. Creía que la mejor solución a la esclavitud sería el regresar a la gente negra de vuelta a África cuando estos recobrasen su libertad, tal como lo promovía la American Colonization Society (Sociedad Americana de Colonización). Le dijo a Lafayette al tiempo de la convención, que la colonización crearía una «rápida borradura de esta mancha en nuestro carácter republicano». La socióloga británica Harriet Martineau visitó a Madison durante su gira por los Estados Unidos en 1834. Ella caracterizó su fe en la colonización como solución a la esclavitud, como «extraña e incongruente». Se cree que Madison, vendió o donó su Molino de grano para apoyar al ACS. El historiador Drew R. McCoy cree que «La Convención de 1829, diríamos, empujó a Madison al borde del delirio, si no al desespero. El dilema de la esclavitud lo deshizo». Igual que la mayoría de afroamericanos del tiempo, los esclavos de Madison querían quedarse en los Estados Unidos, donde habían nacido, y creían que su trabajo les ameritaba la ciudadanía. Se resistían a la «repatriacion».

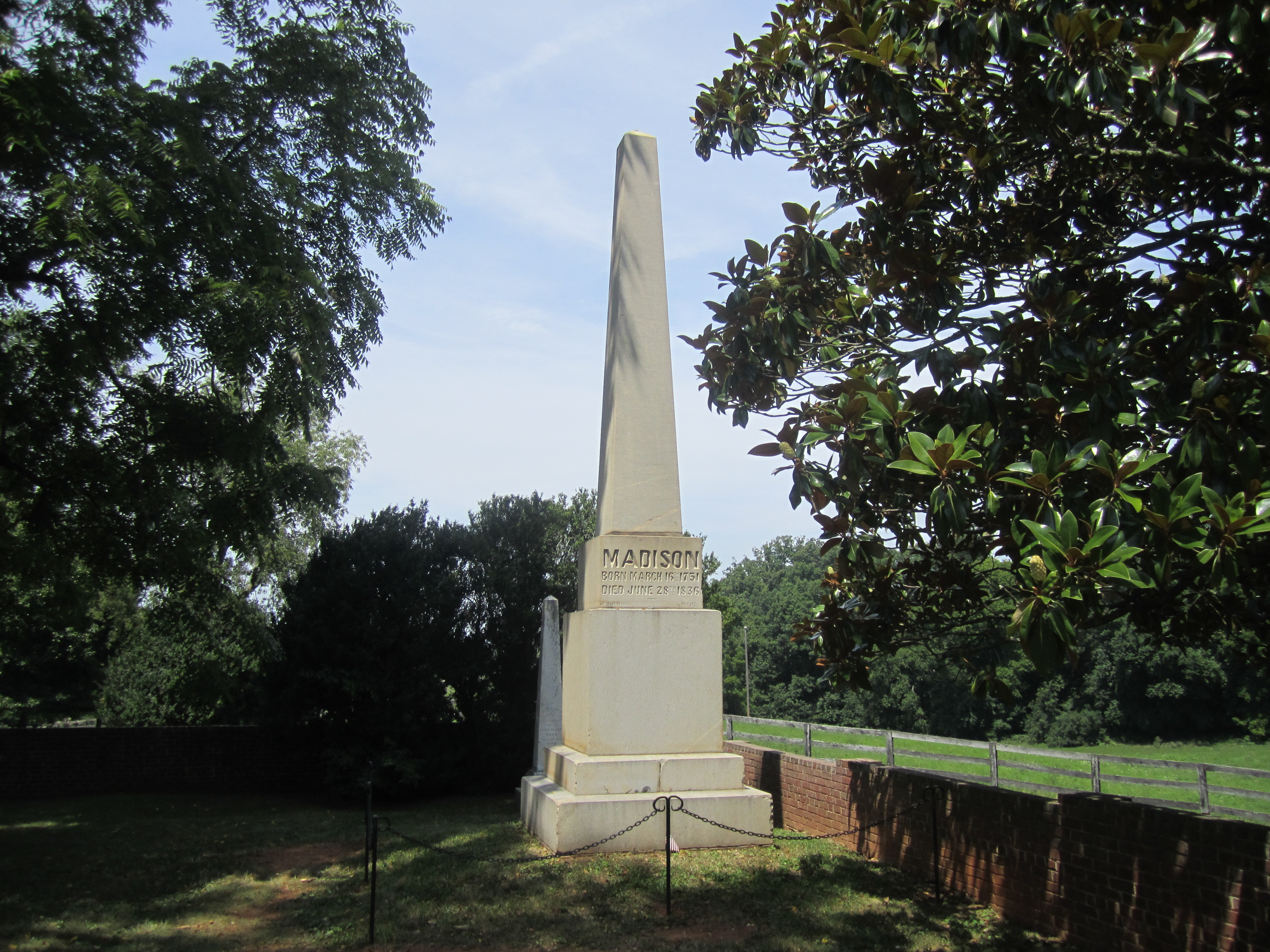
La tumba de Madison en Montpelier

A pesar de su deteriorada salud, Madison escribió varios memorandos políticos, incluyendo un ensayo en contra del nombramiento de capellanes para el congreso y las fuerzas armadas. Aunque acordaba con la exclusión religiosa que crearía, sabía que esta no produciría armonía política.
Entre 1834 y 1835, Madison vendió el 25 % de sus esclavos para recuperar las pérdidas financieras de su hacienda. Madison vivió hasta 1836 siendo ignorado por la política estadounidense más y más. Murió en Montpelier a causa de una insuficiencia cardíaca el 28 de junio como el último de los Padres Fundadores de los Estados Unidos. Fue enterrado en el cementerio de la familia Madison en Montpelier.
En 1842, Dolley Madison vendió la mansión de Montpelier, y en 1844 vendió la hacienda extendida a Henry W. Moncure. Alquiló la mitad de los esclavos a Moncure. La otra mitad se la dio en herencia a su hijo John Payne Todd y a James Madison Jr., un sobrino. Entre 1845 y 1849 Todd vendió a varios de los esclavos; en 1851 mantenía solo a quince en su residencia. Para 1850, la hacienda en Montpelier era nada más que una sombra de lo que era antes. En 1851, Montpelier pasó a propiedad de Thomas Thorton, un caballero inglés. Él tenía cuarenta esclavos.

### La cuestión de la Francmasonería
William R. Denslow parece haber encontrado evidencia que sugiere que James Madison pudiera haber sido masón por medio de una carta a Madison de John Francis Mercer en la que escribe, «No he tenido oportunidad de felicitarte antes en tu llegada a ser un masón—una muy antigua y honorable fraternidad». Aun así, en una carta a Stephen Bates de 1832, James Madison parece haber escrito que él nunca fue un masón y que era un «extraño a [sus] principios».

## Legado
El historiador Garry Wills escribió:

El reclamo que mantiene Madison en nuestra admiración no resta una consistencia perfecta más de lo que resta en su presidencia. Él tiene otras virtudes. [...] Como enmarcador y defensor de la constitución, él no tenía par. [...] La parte más fina de su presidencia era su preocupación por la preservación de la constitución. [...] Ningún hombre puede hacer todo para el país—ni aun Washington. Madison hizo más, y algunas cosas mejor que cualquier otro. Eso era suficiente.

George F. Will una vez escribió que «si nosotros verdaderamente creemos que la pluma es más poderosa que la espada, la capital de nuestra nación se habría llamado Madison D.C. en vez de Washington D. C.».
Los escritos de Madison se estudian para debates sobre derechos humanos entre diferentes clases de ciudadanos en el siglo XXI. Madison parece haber anticipado el peligro de una mayoría fuerte sobre una minoría débil a través del voto popular. Madison, en The Federelarists Papers, en Federalist n.º 51, escribió:

Es de gran importancia en una república no solo guardar la sociedad en contra de la opresión de sus gobernantes, pero guardar una sección de la sociedad en contra de las injusticias de la otra sección [...] En una sociedad bajo las formas en que la facción más fuerte puede fácilmente unirse y oprimir a la más débil, la anarquía puede verdaderamente reinar como su estado natural donde los individuos no están asegurados en contra de la violencia de los más fuertes.

En 1986, el Congreso creó el James Madison Memorial Fellowship Foundation (La fundación de la asociación memorial de James Madison) como parte de la celebración del bicentenario de la constitución. La fundación ofrece $24 000 en becas universitarias para maestros de escuelas secundarias para que estos adquieran su maestría en estudios de la constitución. Montpelier, la hacienda de su familia, ha sido preservada como un Hito Histórico Nacional. 
Muchos condados, varios pueblos, ciudades, instituciones educativas, una cordillera, y un río han sido nombrados en honor de Madison.
|                                                           |
| James Madison fue honrado en un sello de correos de 1894. |

|                                                            |
| El retrato de Madison en el billete de $5000 de 1928‑1934. |

|                                    |
| Una moneda de $1 de James Madison. |

| |
| Madison Cottage (La Cabaña de Madison) en el sitio del Fifth Avenue Hotel (Hotel de la quinta avenida) en Madison Square, Ciudad de Nueva York, 1852. |

| |
| Anuncio en un periódico de la subasta de libros de la biblioteca personal de James Madison, Condado Orange, Virginia, 1854. |

## Lectura adicional
- Anexo:Presidentes de los Estados Unidos.
- Esclavitud en los Estados Unidos.
- The Federalists Papers.
- Thomas Jefferson.
- Guerra anglo-estadounidense de 1812.
- Elecciones presidenciales de Estados Unidos de 1808.
- Compra de la Luisiana.

### Biografías
- Brant, Irving (1952). «James Madison and His Times». American Historical Review 57 (4): 853-70. doi:10.2307/1844238.
- Brant, Irving (1941–1961). James Madison. 6 volumes., la bibliografía escolar estándar
  - Brant, Irving (1970). The Fourth President; a Life of James Madison. Condensación de un volumen de su biografía de 6-vol
- Broadwater, Jeff. James Madison: A Son of Virginia and a Founder of a Nation. (James Madison: Un hijo de Virginia y fundador de una Nación) Chapel Hill, NC: University of North Carolina Press, 2012.
- Brookhiser, Richard. James Madison (Basic Books; 2011) 287 pag.
- Chadwick, Bruce. James and Dolley Madison: America's First Power Couple (Prometheus Books; 2014) 450 pages; historia popular detallada
- Cheney, Lynne. James Madison: A Life Reconsidered (James Madison: Una Vida Reconsiderada) (New York: Viking, 2014) 564 pp.
- Gay, Sydney Howard (1894). James Madison. Houghton, Mifflin and Company, Boston. e-book
- Gutzman, Kevin. James Madison and the Making of America (James Madison y la Creación de Estados Unidos) (St. Martin's Press; 2012) 432 pag
- Ketcham, Ralph (1971). James Madison: A Biography. Macmillan., recent scholarly biography
- Rakove, Jack (2002). James Madison and the Creation of the American Republic (2da edición). New York: Longman. ISBN 0-321-08797-6.
- Riemer, Neal (1968). James Madison. Washington Square Press.
- Rutland, Robert A. ed. James Madison and the American Nation, 1751–1836: An Encyclopedia (James Madison y la Nación Estadounidense, 1751-1836: Una enciclopedia) (Simon & Schuster, 1994).
- Rutland, Robert A. James Madison: The Founding Father (James Madison: El Padre Fundador). New York: Macmillan Publishing Co., 1987. ISBN 978-0-02-927601-3.
- Wills, Garry (2002). James Madison. New York: Times Books. ISBN 0-8050-6905-4. Biografía corta.
- Zuchert, Michael (2008). «Madison, James (1751–1836)».  En Ronald Hamowy, ed. The Encyclopedia of Libertarianism. Thousand Oaks, CA: SAGE; Cato Institute. pp. 311-2. ISBN 978-1-4129-6580-4. OCLC 750831024.

### Estudios Analíticos
- Adams, Henry. History of the United States during the Administrations of James Madison (Historia de los Estados Unidos durante la Administración de James Madison) (5 vol 1890–1891; 2 vol Library of America, 1986). ISBN 0-940450-35-6 Table of contents
  - Wills, Garry. Henry Adams and the Making of America (Henry Adams y la Creación de los Estados Unidos) (Houghton Mifflin, 2005). Una lectura detallada de Adams
- Banning, Lance. Jefferson & Madison: Three Conversations from the Founding (Jefferson & Madison: Tres conversaciones de la Fundación) (Madison House, 1995).
- Banning, Lance. The Sacred Fire of Liberty: James Madison and the Founding of the Federal Republic (El Fuego Sagrado de la Libertad: James Madison y la Fundación de la República Federal) (Cornell Univ. Press, 1995). online ACLS History e-Book.
- Banner, Jr., James M. (1974).  C. Vann Woodward, ed. Responses of the Presidents to Charges of Misconduct. ISBN 0-440-05923-2.
- Bordewich, Fergus M. The First Congress: How James Madison, George Washington, and a Group of Extraordinary Men Invented the Government (El Primer Congreso: Como James Madison, George Washington, y un Grupo de Hombres Extraordinarios Inventaron el Gobierno) (2016) sobre 1789-91.
- Brant, Irving. James Madison and American Nationalism (James Madison y el Nacionalismo Estadounidense). (1968), encuesta pequeña con fuentes primarias
- Chambers, John W., ed. The Oxford Companion to American Military History (El acompañante de Oxford a la Historia Militar Estadounidense) (Oxford University Press, 1999) 916 pp. ISBN 0-19-507198-0
- Derthick, Martha (13 de junio de 1999). Dilemmas of Scale in America's Federal Democracy. Cambridge University Press. ISBN 978-0-521-64039-8. Consultado el 5 de marzo de 2015.
- Elkins, Stanley M.; McKitrick, Eric. The Age of Federalism (La Edad del Federalismo) (Oxford Univ. Press, 1995); 925 pp. most detailed analysis of the politics of the 1790s. online edition Archivado el 5 de mayo de 2012 en Wayback Machine.
- Gabrielson, Teena, "James Madison's Psychology of Public Opinion," (La Psicología de James Madison en cuanto a la Opinión Pública) Political Research Quarterly, 62 (Sept. 2009), 431–44.
- Kasper, Eric T. To Secure the Liberty of the People: James Madison's Bill of Rights and the Supreme Court's Interpretation (Para asegurar la Libertad del Pueblo: La Carta de Derechos de James Madison y su Interpretación de la Corte Suprema) (Northern Illinois University Press, 2010) online review
- Kernell, Samuel, ed. James Madison: the Theory and Practice of Republican Government (James Madison: la Teoría y Práctica de un Gobierno Republicano) (Stanford U. Press, 2003).
- Kester, Scott J. The Haunted Philosophe: James Madison, Republicanism, and Slavery (Lexington Books, 2008) 132 pp. ISBN 978-0-7391-2174-0
- Labunski, Richard. James Madison and the Struggle for the Bill of Rights (Oxford U. P., 2006).
- Matthews, Richard K. If Men Were Angels : James Madison and the Heartless Empire of Reason (U. Press of Kansas, 1995).
- McCoy, Drew R. The Elusive Republic: Political Economy in Jeffersonian America (W.W. Norton, 1980). mostly economic issues.
- McCoy, Drew R. The Last of the Fathers: James Madison and the Republican Legacy (Cambridge Univ. Press, 1989). JM after 1816.
- Muñoz, Vincent Phillip. "James Madison's Principle of Religious Liberty," American Political Science Review 97,1(2003), 17–32. in JSTOR
- Read, James H. Power versus Liberty: Madison, Hamilton, Wilson and Jefferson (University Press of Virginia, 2000).
- Riemer, Neal. "The Republicanism of James Madison," Political Science Quarterly, 69,1(1954), 45–64 in JSTOR
- Riemer, Neal. James Madison: Creating the American Constitution (Congressional Quarterly, 1986).
- Rosen, Gary. American Compact: James Madison and the Problem of Founding (University Press of Kansas, 1999).
- Rutland, Robert A. The Presidency of James Madison (Univ. Press of Kansas, 1990). ISBN 978-0700604654. scholarly overview of his two terms.
- Scarberry, Mark S. "John Leland and James Madison: Religious Influence on the Ratification of the Constitution and on the Proposal of the Bill of Rights," Penn State Law Review, Vol. 113, n.º 3 (April 2009), 733–800.
- Sheehan, Colleen A. "The Politics of Public Opinion: James Madison's 'Notes on Government'," William and Mary Quarterly 3rd ser. v49 n.º 3 (1992), 609–27. in JSTOR
- Sheehan, Colleen. "Madison and the French Enlightenment," William and Mary Quarterly 3rd ser. v59#4 (Oct. 2002), 925–56. in JSTOR.
- Sheehan, Colleen. "Madison v. Hamilton: The Battle Over Republicanism and the Role of Public Opinion," American Political Science Review 98,3(2004), 405–24. in JSTOR
- Sheehan, Colleen."Madison Avenues," Claremont Review of Books (Spring 2004), en línea.
- Sheehan, Colleen."Public Opinion and the Formation of Civic Character in Madison's Republican Theory," Review of Politics 67,1(Winter 2005), 37–48. in JSTOR
- Sorenson, Leonard R. Madison on the "General Welfare" of America: His Consistent Constitutional Vision (Rowman & Littlefield Publishers, Inc., 1995).
- Stagg, John C. A. "James Madison and the 'Malcontents': The Political Origins of the War of 1812," William and Mary Quarterly 3rd ser. 33,4(Oct. 1976), 557–585. in JSTOR
- Stagg, John C. A. "James Madison and the Coercion of Great Britain: Canadá, the West Indies, and the War of 1812," in William and Mary Quarterly 3rd ser. 38,1(Jan. 1981), 3–34. in JSTOR
- Stagg, John C. A. Mr. Madison's War: Politics, Diplomacy, and Warfare in the Early American republic, 1783–1830 (Princeton, 1983).
- Stagg, John C. A. Borderlines in Borderlands: James Madison and the Spanish-American Frontier, 1776–1821 (2009)
- Vile, John R. William D. Pederson, Frank J. Williams, eds. James Madison: Philosopher, Founder, and Statesman (Ohio University Press, 2008) 302 pp. ISBN 978-0-8214-1832-1 online review
- Weiner, Greg. Madison's Metronome: The Constitution, Majority Rule, and the Tempo of American Politics. Lawrence, KS: University Press of Kansas, 2012.
- Will, George F. (23 de enero de 2008). «Alumni who changed America, and the world: #1 – James Madison 1771». Princeton Alumni Weekly.
- Wood, Gordon S. "Is There a 'James Madison Problem'?" in Wood, Revolutionary Characters: What Made the Founders Different (Penguin Press, 2006a), 141–72.
- Wood, Gordon S. "Without Him, No Bill of Rights: James Madison and the Struggle for the Bill of Rights by Richard Labunski", The New York Review of Books (30 de noviembre de 2006). en línea